# Tarnogród
Tarnogród (ukr. Терногород, jid. ‏טאַרנעגראָד‎, ros. Тарногродъ) – miasto w województwie lubelskim, w powiecie biłgorajskim, siedziba gminy miejsko-wiejskiej Tarnogród. Leży na Płaskowyżu Tarnogrodzkim, nad Nitką i Złotą Nitką. Według danych GUS z 2025 Tarnogród liczył 3080 mieszkańców.
Miasto królewskie lokowane w 1567 roku, od 1588 roku prywatne miasto szlacheckie. W XVI wieku położone w województwie ruskim. W XIX wieku Tarnogród był jednym z największych miast Królestwa Polskiego o znaczącej wymianie handlowej. Również w II Rzeczypospolitej rynek tarnogrodzki był miejscem handlu dla okolicznych mieszkańców.
Współczesny Tarnogród jest ośrodkiem administracyjnym i kulturalnym, w mieście znajdują się placówki ochrony zdrowia (m.in. szpital rejonowy) i edukacji (szkoły średnie). Miasto jest także ośrodkiem drobnego przemysłu metalowego (kasy stalowe) i spożywczego (głównie zboże) oraz centrum uprawy tytoniu. Dzięki sejmikom, odbywającym się od 1975 roku, Tarnogród nazywany jest Stolicą Teatrów Wsi Polskiej.

## Położenie

### Kontekst geograficzny
Tarnogród położony jest na Płaskowyżu Tarnogrodzkim, we wschodniej części Kotliny Sandomierskiej. Miasto leży na wysokości 208 m n.p.m., na płaskowyżu poprzecinanym głębokimi parowami. W mieście wypływa kilkoma strugami rzeka Złota Nitka (m.in. Nitka), lewy dopływ Tanwi. Tarnogród jest jednym z zaledwie trzech miast woj. lubelskiego (wraz z Biłgorajem i Janowem Lubelskim) należących do Regionu Karpackiego. Tarnogród położony jest w okolicy typowo rolniczej, w której występują również złoża gazu ziemnego. Gaz, z którego korzystają mieszkańcy Tarnogrodu, jest eksploatowany w kopalni w Woli Różanieckiej.

### Kontekst administracyjny
Tarnogród (prawa miejskie 1567) oraz Józefów (prawa miejskie 1725) to jedyne miasta woj. lubelskiego, które historycznie nie były związane z ziemią lubelską (w Małopolsce), lecz należały do ziemi przemyskiej w Rusi Czerwonej (województwo ruskie). Dawniej Tarnogród należał do powiatu przemyskiego.
Obecnie miasto leży na południowo-zachodnim skraju pow. biłgorajskiego i woj. lubelskiego i jest najdalej na południe wysuniętym miastem województwa. Oznacza to że bliżej jest stąd do Rzeszowa w woj. podkarpackim (70 km) aniżeli do stolicy województwa – Lublina (110 km). Od północnego wschodu miasto ma granicę z gminą Księżpol, a z pozostałych stron otacza je obszar wiejski gminy Tarnogród, która graniczy z trzema powiatami województwa podkarpackiego – leżajskim, przeworskim i lubaczowskim.
Na początku XIX wieku Tarnogród był jednym z największych miast Królestwa Polskiego (siódma lokata spośród 481 miast w 1816 roku). W latach 1810–1842 Tarnogród był stolicą powiatu tarnogrodzkiego, a następnie ośrodkiem okręgu tarnogrodzkiego w powiecie zamojskim. W 1866 roku wszedł w skład nowo utworzonego powiatu biłgorajskiego. Do 1975 roku miejscowość należała do woj. lubelskiego. Spośród 214 gmin wiejskich powojennego woj. lubelskiego, gmina Tarnogród jako jedyna gmina składała się z samego Tarnogrodu (a więc na wzór gmin miejskich, bez otaczających go terenów rolniczych i innych wsi). 29 września 1954 roku został przekształcony w gromadę Tarnogród a 1 stycznia 1973 roku stał się siedzibą jednej ze 189 gmin wiejskich woj. lubelskiego. 1 czerwca 1975 roku gminę jako jedną z 58 wiejskich – włączono do nowo utworzonego woj. zamojskiego. 1 stycznia 1987 roku Tarnogród odzyskał prawa miejskie. Od tej pory tworzył odrębną jednostkę administracyjną (gminę miejską) od wiejskiej gminy Tarnogród, mimo posiadania wspólnych władz gminnych dla obu jednostek. Rada Narodowa Miasta i Gminy w Tarnogrodzie działała do 27 maja 1990 roku na podstawie przepisów wprowadzających ustawę o samorządzie terytorialnym. 1 lutego 1991 roku miasto i gminę Tarnogród połączono w jedną gminę miejsko-wiejską. Do woj. lubelskiego i powiatu biłgorajskiego Tarnogród powrócił z dniem 1 stycznia 1999 roku.

## Układ przestrzenny

### Plan miasta

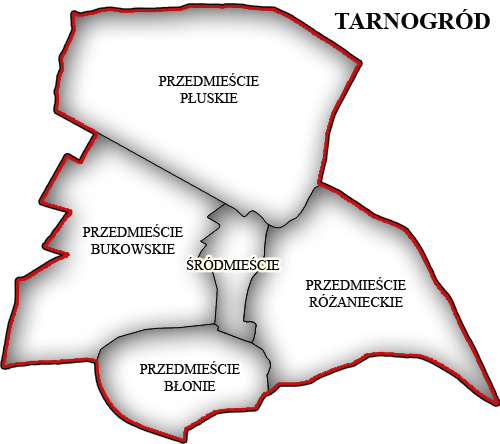
Dzielnice Tarnogrodu

Środkiem miasta jest rynek, gdzie krzyżują się drogi wojewódzkie: 835 (pn.-pd. w relacji Lublin-Grabownica Starzeńska) i 863 (zach.-wsch. w relacji Kopki-Cieszanów). Południkowy ciąg głównych dróg w obrębie miasta wynosi ok. 4,5 km, a równoleżnikowy – ok. 3,5 km. Najdłuższą ulicą miasta jest ulica 1 Maja, ciągnąca się na długości 1,5 km od Rynku do południowej granicy Tarnogrodu. Krańce miasta wyznacza system przedmieść. W Tarnogrodzie jest 5 dzielnic i 55 nazwanych ulic. Od 30 listopada 1990 do 30 maja 2003 do Tarnogrodu należał pobliski Pierogowiec; 31 maja 2003 stał się on częścią wsi Luchów Górny.
Ze względu na topografię miasta, w której wyróżnia się wąski płaskowyż otoczony głębokimi parowami i wąwozami, Tarnogród rozwinął się przede wszystkim wzdłuż głównych ulic. Zwartą zabudowę spotykamy tylko w śródmieściu (oraz w późniejszych latach na zachodnim Błoniu), pozostałe obszary zabudowane są na wzór ulicówek. Układ taki sprawia, że Tarnogród ma ograniczoną dostępność pomiędzy poszczególnymi dzielnicami (brak przejezdnych łącznic) a jego południkowy układ i brak komunikacji miejskiej wpływa na uciążliwe i czasochłonne odległości między jego peryferiami. Inną cechą takiego układu jest wszechstronna bliskość pól (obejmujących znaczną część administracyjnego obszaru miasta), co wpłynęło korzystnie na rozwój lokalnego rolnictwa.
W Tarnogrodzie brak większego cieku wodnego, natomiast przeważa rozwinięty system hydrologiczny w postaci wąskich strug, z których wiele wypływa na terenie miasta. Strugi te, występujące w trzech głównych ugrupowaniach (dwa zachodnie i jedno wschodnie), łączą się na północnych obrzeżach Tarnogrodu tworząc Złotą Nitkę. System strug tworzy gdzieniegdzie stawy; największe są zbiorniki przy ul. Nadstawnej w pn.-zach. części miasta, natomiast w dzielnicy Błonie jest staw zwany Rogalówką, a także sztuczny zalew. W Tarnogrodzie jest na ogół dużo zieleni, natomiast brak jest obszarów zalesionych.

### Zabudowa
Główną zabudowę miasta stanowią domy jednorodzinne. Największe (i najnowsze) ich skupisko znajduje się na Przedmieściu Błoniu. W Tarnogrodzie pozostało tylko 6 kamienic, wszystkie leżą w rynku lub jego bezpośrednim sąsiedztwie. W mieście jest 9 bloków mieszkalnych – 4 w rynku, 4 na osiedlu dawnego PGR-u (ul. Pogodna) i 1 przy szkole. W Tarnogrodzie zachowała się tylko namiastka zabytkowych drewnianych domów (często pożydowskich), sięgających XIX, wyjątkowo XVIII wieku. Wzdłuż przedmieść występuje sporadycznie zabudowa typu zagrodowego.

### Dzielnice

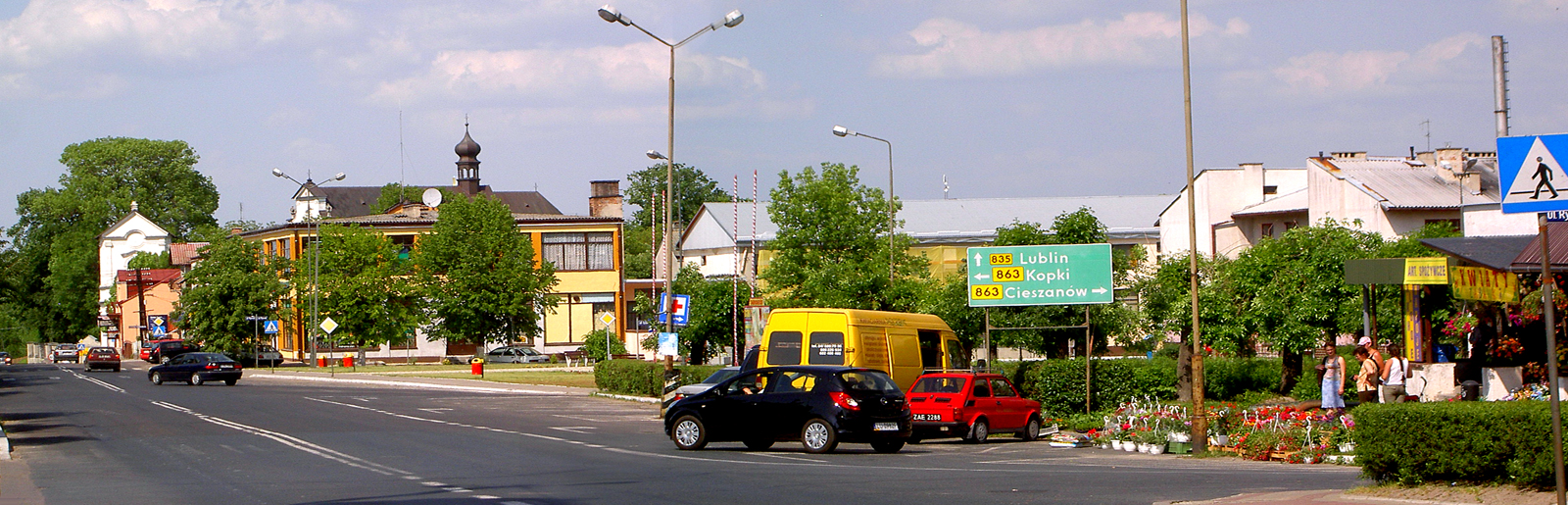
Tarnogrodzki Rynek – część północna

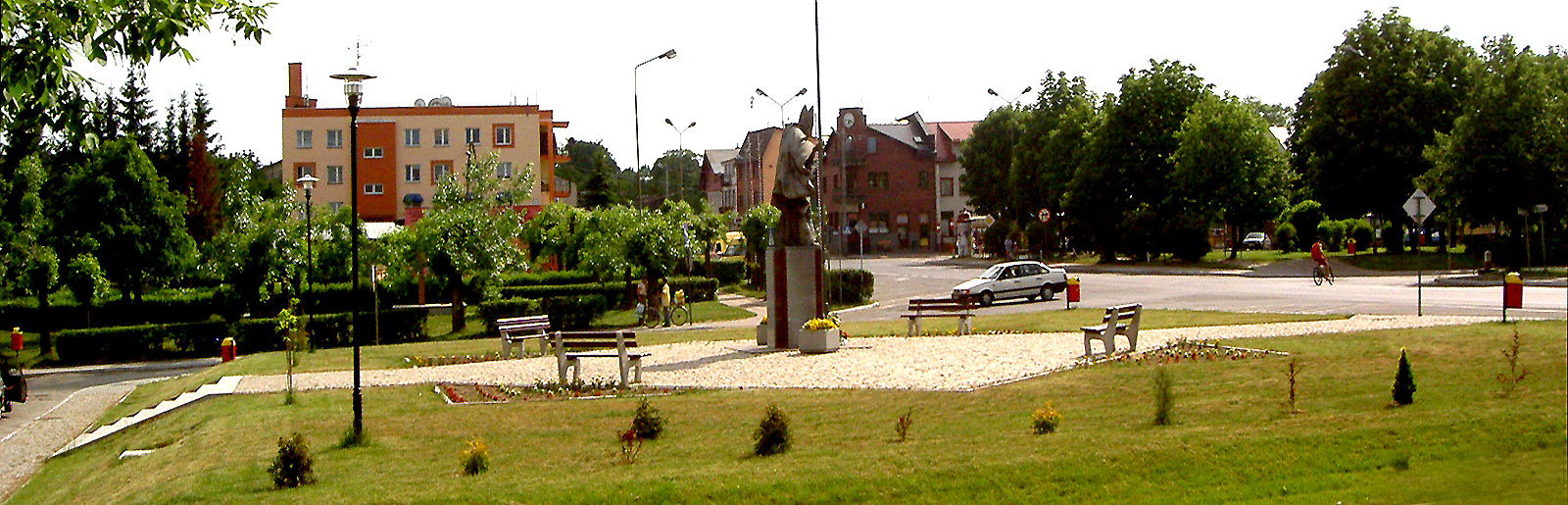
Tarnogrodzki Rynek – część południowa

Tarnogród jest podzielony administracyjnie na 5 dzielnic: Śródmieście (centrum), Przedmieście Płuskie (północ), Przedmieście Różanieckie (wschód), Przedmieście Bukowskie (zachód) i Przedmieście Błonie (południe).
Sercem Tarnogrodu jest rynek w kształcie nieforemnego czworokąta. Długość strony północnej wynosi ok. 255 m, strony wschodniej – 165 m, południowej – 270 m i zachodniej – 155 m, co w sumie daje powierzchnię ok. 4 ha. Jest to jeden z największych rynków w Polsce; do porównania rynek krakowski ma 200 × 200 m (mniej więcej ta sama powierzchnia co Rynek Tarnogrodzki), a warszawski 90 × 73 m. Niegdyś był to jednolity plac z centralnym ratuszem, dziś rynek podzielony jest systemem ulic na cztery główne części. W samym środku rynku krzyżują się wspomniane już drogi wojewódzkie. Ze względów ekonomicznych jest to zaletą, z punktu widzenia ochrony środowiska i bezpieczeństwa – uciążliwością (obecnie główne skrzyżowanie przekształcone jest w rondo; uporządkowano także ruch drogowy w rynku). Dodatkowo, wzdłuż trzech i pół boków rynku przeprowadzone są przejezdne ulice (południowo-wschodni ciąg ulic zdezintegrowano kosztem budowy szpitala), łącznie z przejazdem na północ od Domu Kultury oraz ulicą prowadzącą do szpitala. Daje to w sumie system 8 ulic o jednej nazwie – Rynek, co znacznie utrudnia orientację.
Domy mieszkalne usytuowane są wzdłuż trzech pierzei w zachodniej części rynku, po stronie wschodniej dominują budynki użytku publicznego (szpital, dom handlowy, restauracja, biura, przychodnia, sklepy). Jednolitość rynku zakłóca szereg budynków wzniesionych w jego środku – Dom Kultury, 3 bloki mieszkalne, rozlewnia, dom towarowy, dawny dworzec autobusowy (tzw. Poczekalnia), pawilony handlowe i poczta. W południowo-zachodniej części rynku znajduje się mały park o nazwie Skwer Gryfa z centralną multimedialną fontanną posadzkową, przedstawiającą tarnogrodzkie nożyce i plan miasta z 1820; jest też trochę zieleni za Poczekalnią i wokół pomnika Jana Pawła II. Dawny dziki park w północno-wschodniej części został wykarczowany kosztem budowy nowej poczty. Dotychczas niezagospodarowany obszar przed Domem Kultury (24 arów) został w wyniku rewitalizacji w 2011 roku przekształcony w wybrukowany otwarty plac, czym przywrócono jego pierwotny, historyczny charakter. Na nowym placu powstała także zadaszona scena i dwumetrowy, wielowarstwowy pomnik koguta – symbolu Sejmików Teatrów Wiejskich.
Od rynku odchodzą z trzech narożników 4 ulice, tzw. zatyłki – Kościelna, Kościuszki, Cerkiewna i Targowa (2 ostatnie ze wspólnego narożnika). Rynek otaczają krótkie równoległe uliczki.

## Historia

### Rys historyczny
- Tarnogród został lokowany na miejscu starego grodziska Cierniogród
- 14 maja 1567 Tarnogród otrzymał prawa miejskie od króla Zygmunta II Augusta[20] – założyciel Stanisław Spytek Tarnowski
- 1588 miasto i okoliczne wsie w dobrach Jana Zamoyskiego
- 26 listopada 1715 zawiązała się antysaska konfederacja tarnogrodzka
- 1722 epidemia cholery zabiła 200 tarnogrodzian
- 1772 miasto dostało się pod zabór austriacki
- od 1809 Tarnogród w granicach Księstwa Warszawskiego
- 1810 powstał powiat tarnogrodzki z miastami: Krzeszów, Frampol, Goraj, Janów i Biłgoraj
- 1815 Tarnogród jako część Królestwa Polskiego w granicach Rosji
- 1863 część Tarnogrodzian wzięła udział w powstaniu styczniowym
- 1870 Tarnogród utracił prawa miejskie
- 1939–1944 okupacja niemiecka; wymordowanie ludności żydowskiej
- 10 grudnia 1945 zniesiono Sąd Grodzki w Tarnogrodzie[21]
- 1987 Tarnogród odzyskał prawa miejskie

### Założenie Tarnogrodu
Tarnogród założono w miejscu, w którym wcześniej nie było osady, na obszarze terenów królewskich pod dzierżawą tenutariusza Stanisława Zamoyskiego, a następnie jego syna – kanclerza koronnego Jana Zamoyskiego. Miasto lokował 14 maja 1567 roku król Zygmunt II August na sejmie walnym w Piotrkowie. W przywileju lokacyjnym ustalono nazwę Tarnogród, granice miasta oraz zarządzające ustrój prawo magdeburskie. Miasto wybudowano na płaskowyżu poprzecinanym głębokimi wąwozami; fortyfikacyjny kształt miejsca przypominał o dawnym charakterze obronnym tych terenów i istnieniu tam grodziska Cierniogród. W 1569 roku miasto uzyskało przywilej de non tolerandis Judaeis.
Pierwotny Tarnogród miał kształt tarczy, zbudowanej wokół dużego nieforemnego rynku i ciągnącej się na długości około 800 metrów drogi. W pierwszej kolejności postawiono domy mieszkalne oraz drewniany ratusz z salami na obrady i wyszynk napojów, budynkami gospodarczymi oraz wieżą więzienną. Do najstarszych budowli Tarnogrodu tego okresu należały również szpital (dom starców), kościół św. Ducha z 1569 (tzw. kościół szpitalny), kościół parafialny z 1591 i łaźnia miejska. Miasto zamykały trzy bramy, z których jedynie Brama Korchowska przetrwała w obecnym nazewnictwie ulic.
Liczbę mieszkańców Tarnogrodu w 1589 roku szacuje się na podstawie rejestrów podatkowych na 700, chociaż porównując ją z liczbą domów – wydaje się stanowczo zaniżona (1500 wydaje się bardziej odpowiednim szacunkiem). Ludność stanowili głównie Polacy i Rusini oraz nieliczni Żydzi, trudniąc się przede wszystkim rolnictwem, a także doraźnym rzemiosłem. W Tarnogrodzie odbywały się tygodniowe targi i roczne jarmarki.

### W Ordynacji Zamojskiej (1588–1772)

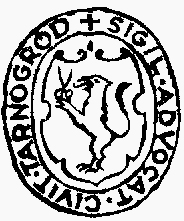
Pieczęć wójtowska miasta Tarnogród (1669)

W 1588 roku Jan Zamoyski otrzymał za zasługi w zwycięstwach kompleks dóbr starostw krzeszowskiego i zamechskiego, łącznie z Tarnogrodem. Tak więc Ordynacja Zamojska, otrzymując tereny te w formie dzierżawy wieczystej, stała się de facto ich głównym właścicielem, co dawało jej prawo pobierania czynszów od mieszkańców miasta (z gruntów, domów, placów, ogrodów i procederów). Dochody z czynszów, obok dochodów ze żniw, miały wpływ na rozwój miasta w XVII wieku.
Władze w Tarnogrodzie pełnili wójt (pierwszym, dożywotnim wójtem miasta był Florian Słąka, od którego nazwana jest jedna z obecnych ulic na Błoniu), burmistrz, radni, ławnicy i dziesiętnicy. Funkcje te nie były płatne, aczkolwiek uprzywilejowane (ulgi w podatkach). Z ksiąg kościelnych z 1669 roku pochodzi pierwsza znana pieczęć Tarnogrodu, używana przez urząd wójtowski.
W tym okresie w Tarnogrodzie przybywało wiele nowych drewnianych domów i innych budowli użytku publicznego, głównie szereg świątyń: wotywny kościół pw. św. Rocha z 1600–1624 (jako reakcja mieszczan wobec częstych zaraz), pierwsza cerkiew prawosławna oraz synagoga. W latach 1632–1634 odbudowano spalony w 1629 roku łaciński kościół parafialny (zastąpiony w 1777 murowanym kościołem pw. Przemienienia Pańskiego).
Mieszkańców Tarnogrodu XVII i XVIII wieku dziesiątkowały liczne epidemie (1600, 1625, 1703 i 1722 – na skutek tej ostatniej cholera zabrała około 200 tarnogrodzian). Drugim czynnikiem wyniszczającym ludność w tym okresie były częste wrogie szarże, m.in. Tatarów, Kozaków i Szwedów oraz Węgrów pod dowództwem Rakoczego. Do obrony, miasto posiadało zaledwie jedną armatę (do 1674). Trzymano również straż przy bramach miejskich; funkcję tę pełnili żołnierze. Żołnierzy utrzymywano z kasy miejskiej, a ich dodatkowym obowiązkiem było ściąganie podatków, wyznaczanie fur i eskortowanie przestępców do zamojskiego trybunału.
26 listopada 1715 w Tarnogrodzie zawiązano konfederację tarnogrodzką (z marszałkiem Stanisławem Ledóchowskim na czele) – antysaski ruch szlachty, będący ważnym zdarzeniem w ewolucji związków szlacheckich, typowych w dziejach Polski XVII – XVIII wieku.

### Po rozbiorach Rzeczypospolitej

#### Pod zaborem austriackim (1772–1809)
W związku z I rozbiorem Polski, miasto przypadło Austrii. W 1772 roku okupacyjne wojsko austriackie zajęło Tarnogród, integrując w społeczność nową grupę etniczną – Niemców. Byli nimi urzędnicy państwowi oraz żołnierze z podmiejskiego garnizonu, którzy szybko się zżyli z miejscową mieszanką Polaków, Rusinów i Żydów. Nastąpił okres germanizacji – sprowadzono do Tarnogrodu niemieckich kolonistów, obsadzając nimi miejskie urzędy i stanowiska. Antypolska polityka Józefa II Habsburga spowodowała zamknięcie w 1784 roku Akademii Zamojskiej (uważanej za bastion polskości), co spowodowało naruszenie więzi Tarnogrodu z Zamościem. Poważne zmiany w ustroju miasta doprowadziły do odebrania mu autonomii; niewielkie źródła dochodów Tarnogrodu pochodziły z wydzierżawiania czopowego i targowego oraz z funkcji ratusza. Okres rządów austriackich, który zakończył się w 1809 roku, charakteryzował wzrostem liczby mieszkańców.

#### Za Księstwa Warszawskiego (1809–1815)

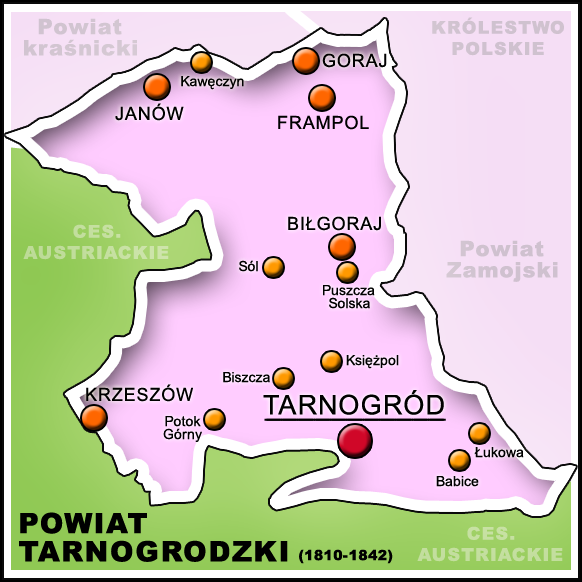
Mapa powiatu tarnogrodzkiego (1810–1842)

W 1809 roku wojska polskie pod wodzą Józefa Poniatowskiego zdobyły Tarnogród i przegnały okupanta. W nowo utworzonym Księstwie Warszawskim dokonano nowego podziału administracyjnego, podnosząc jednocześnie Tarnogród do rangi miasta powiatowego (jakim pozostał do 1842). Okres ten charakteryzował się postępującym zanikiem autonomii oraz niekorzyściami dla niektórych gałęzi przemysłu na skutek odcięcia miasta od Galicji (niska frekwencja przybyszów na jarmarkach bądź brak surowca na tkactwo). Za Księstwa Warszawskiego podupadła również tarnogrodzka szkoła parafialna, reaktywowana dopiero w 1817 roku.

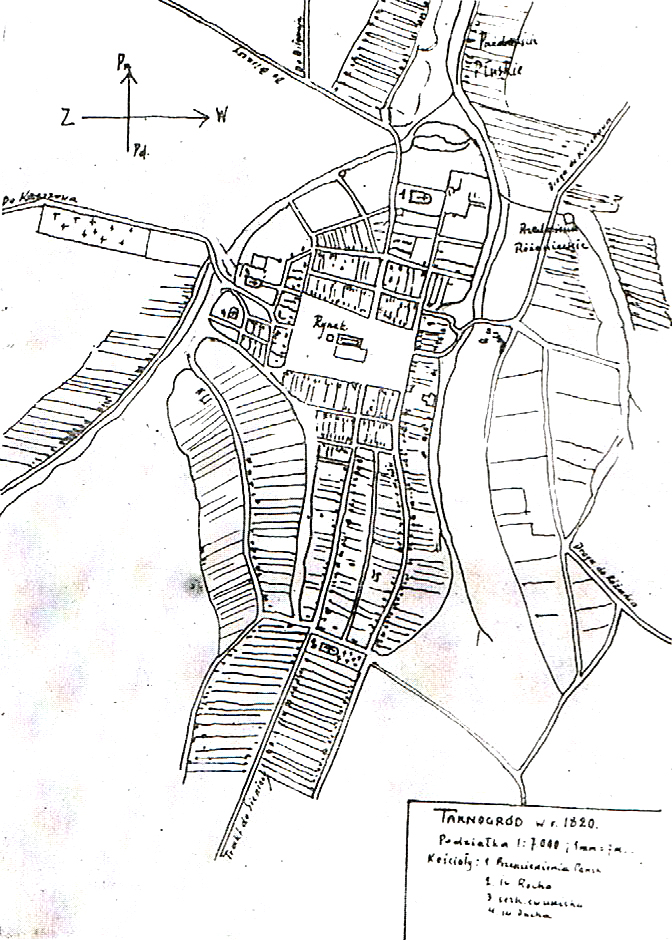
Plan Tarnogrodu z 1820. Został wykorzystany jako elemnent dekoracyjny w posadzce fontanny na tarnogrodzkim rynku

#### Za Królestwa Kongresowego (1815–1866)
Owocem kongresu wiedeńskiego w 1815 roku było utworzenie Królestwa Polskiego (Kongresowego), pozostającego w unii personalnej z imperium rosyjskim – Tarnogród stał się jednym z jego największych miast. W 1816 roku, spośród 481 miast Królestwa, Tarnogród zajmował siódmą lokatę, licząc 3391 mieszkańców (po Warszawie – 77699, Kaliszu – 7256, Lublinie – 7103, Płocku – 5421, Zamościu – 4065 i Piotrkowie – 3647); był więc większy niż niektóre stolice województw.
W 1842 roku zniesiono powiat tarnogrodzki, wcielając jego obszar do powiatu zamojskiego (sąd powiatowy pozostawiono jednak w Tarnogrodzie). Nastąpiły pewne zmiany w ustroju miasta, dwugłowy orzeł rosyjski zaczął figurować na urzędowych pieczęciach, a w 1841 roku obowiązującą walutą został rubel.
W latach 50. XIX w. 94 unitów tarnogrodzkich dobrowolnie przyjęło prawosławie, jako przyczynę podaje się niechęć do partycypowania w kosztach odbudowy unickiej plebanii. Do 1875 w mieście równolegle istniały cerkwie prawosławna i unicka.
W styczniu 1863 roku Tymczasowy Rząd Narodowy (najwyższy organ wykonawczy w powstaniu styczniowym) wydał manifest wzywający naród do walki o niepodległość Polski, równocześnie ogłaszając dekret o uwłaszczeniu chłopów. Aby powstrzymać chłopów od powstania, rząd carski wydał ukaz uwłaszczający chłopów na terenie Kongresówki. Pomnik w wąwozie Siekane na peryferiach miasta upamiętnia stu tarnogrodzkich powstańców poległych w krwawej walce w 1863 roku.

#### W zaborze rosyjskim (1866–1914)

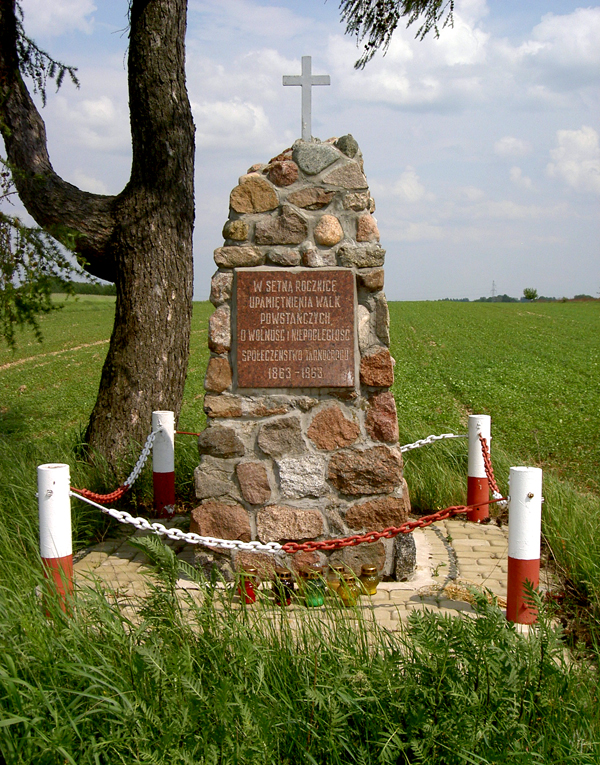
Wąwóz Siekane – miejsce 100 poległych powstańców tarnogrodzkich (1863)

W 1867 roku formalnie zniesiono resztki odrębności administracyjnej tzw. Kongresówki. W 1867 roku Rosjanie utworzyli z zachodnich części powiatu zamojskiego powiat biłgorajski, w którego skład wszedł Tarnogród. W 1869 roku język rosyjski stał się językiem urzędowym a już w 1880 utworzono rosyjską szkołę miejską (gorodskoje ucziliszcze). Procesom rusyfikacji uległa też religia; wyznawców obrządku greckiego, unitów, przymusowo włączono w 1875 do Cerkwi prawosławnej, a księżom katolickim zabroniono im udzielać jakichkolwiek posług religijnych. Wbrew zakazom i pod groźbą mandatów karnych, duchowieństwo usług tych społeczeństwu nie odmawiało, a sami tarnogrodzianie brali śluby i chrzcili dzieci za granicą austriacką w Majdanie Sieniawskim (metryki odebrano po odzyskaniu niepodległości). W 1906 roku Polska Macierz Szkolna otworzyła w Tarnogrodzie szkołę polską, zlikwidowaną jednak w szybkim czasie przez władze carskie.
W 1869-70 wprowadzono reformę miejską, degradująca 336 niewielkich miast na terenie Królestwa Polskiego do statusu osad. Tarnogród, jako jedno z największych miast Królestwa Polskiego, nie miał podlegać tej reformie, jednak na życzenie mieszczan (w celu płacenia niższych podatków) został również zdegradowany. Doszło do tego 19 maja 1870 roku, a utworzoną w ten sposób osadę przekształcono administracyjnie w gminę Tarnogród, obejmującą wówczas tylko sam Tarnogród i jego przedmieścia, Władzę nowo utworzonej gminy objęły zebranie gminne, wójt i ławnicy. Spośród 48 miast Lubelszczyzny, które utraciły prawa miejskie, Tarnogród stał się jej największą osadą z przeszło 5 tysiącami mieszkańców (dla porównania Lublin liczył około 30 tys.).
Dzieje Tarnogrodu pod rządami rosyjskimi cechuje brak rozwoju przemysłu i wielu gałęzi rzemiosła, głównie wskutek odcięcia od źródeł surowca. Osadę zdominowało rolnictwo, jednakże płóciennictwu i kożusznictwu udało się utrzymać. W XIX wieku znany był w kraju tzw. gorset tarnogrodzki. Handel znajdował się w rękach Żydów. W latach 1870–1875 w Tarnogrodzie wybudowano cerkiew Św. Trójcy z Tarnogrodzką Ikoną Matki Bożej (starą cerkiew rozebrano dopiero w 1928), a w 1910 roku założono szpital (apteka istniała już od 1815).

#### I wojna światowa

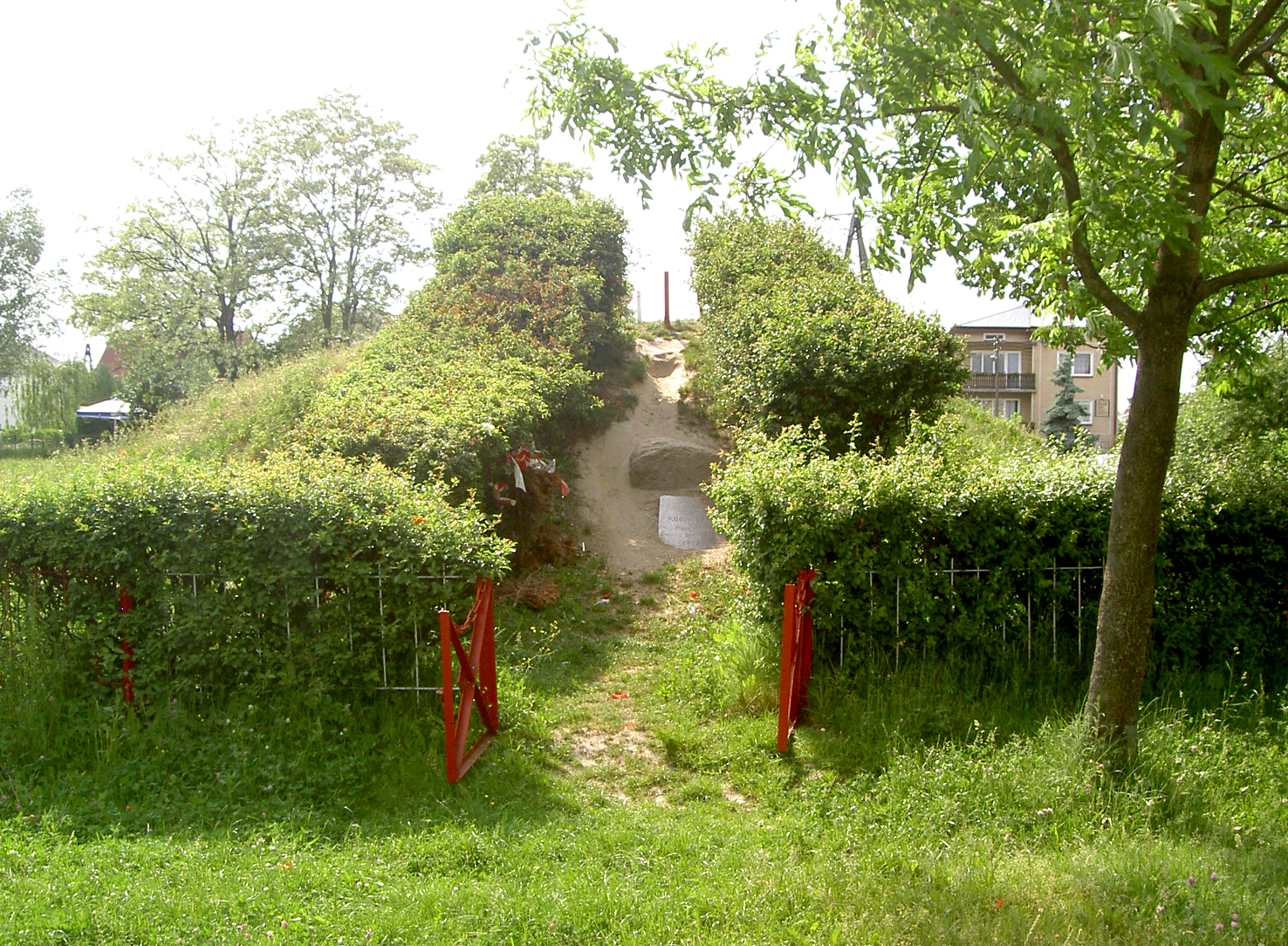
Kopiec Kościuszki (1917)

W sierpniu 1914 roku wybuchła I wojna światowa. Front rosyjski w Galicji załamał się i do Tarnogrodu wkroczyli Austriacy. Okupacja trwała zaledwie od 7 sierpnia do 8 września, po czym Austriacy, pod groźbą okrążenia wycofali się. Rosjanie ponownie przejęli władze w Tarnogrodzie, lecz w toku działań wojennych musieli go opuścić 17 czerwca 1915 roku. Od tego dnia, aż do 11 listopada 1918 roku Tarnogród był pod drugą okupacją austriacką.
W 1915 roku austriackie władze okupacyjne wprowadziły administrację cywilną i przekształciły wiejską gminę Tarnogród ponownie w miasto, liczące w 1916 roku 4038 mieszkańców. Powróciła wówczas także funkcja burmistrza. Przemysł i handel pozostał na zasadach wolnej konkurencji (walutą stała się korona austro-węgierska), lecz na skutek fatalnego zaopatrzenia rynku i niewystarczalnych kontyngentów szerzył się handel pokątny. Reaktywowano szkołę polską i sąd, w 1916 roku założono straż pożarną, a w 1917 – progimnazjum. Tarnogrodzki szpital służył w czasie wojny celom wojskowym – początkowo Rosjanom a później Austriakom. W 1917 roku w południowej dzielnicy Błonie usypano Kopiec Kościuszki.
Po odzyskaniu niepodległości władze polskie nie uznały formalnie Tarnogrodu za miasto 7 lutego 1919, a utworzoną przez Austriaków jednostkę miejską przekształcono ponownie w wiejską gminę Tarnogród w powiecie biłgorajskim w woj. lubelskim.

### W II Rzeczypospolitej

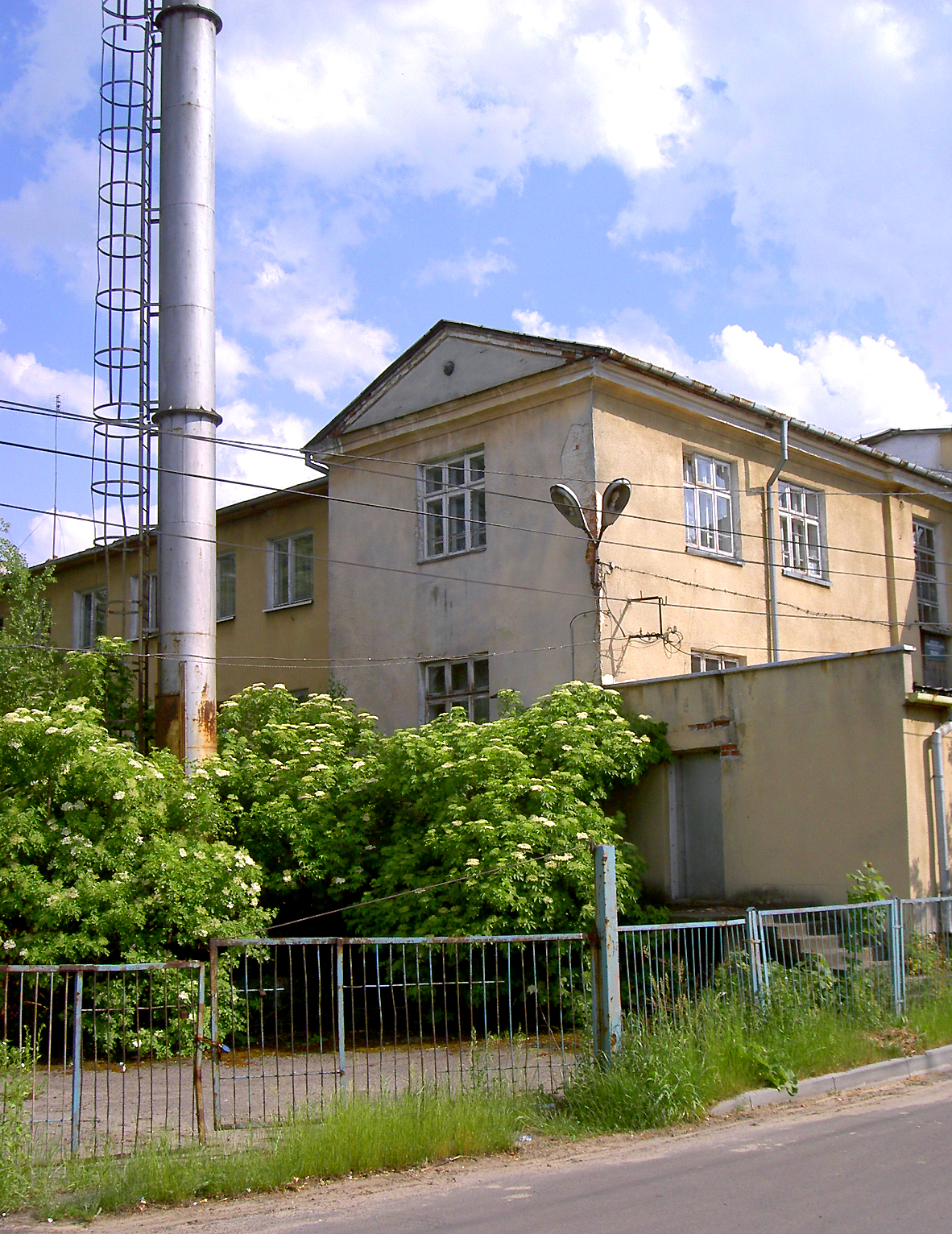
Tarnogrodzka mleczarnia z 1938 – najbardziej prosperujący zakład lat międzywojennych (obecnie Pensjonat Nad Złotą Nitką)

W Polsce Odrodzonej przeprowadzono reorganizację administracji kraju i tak reaktywowano powiat biłgorajski jako jeden z 19 powiatów nowego woj. lubelskiego. W jego zasięgu znalazł się ludnościowo mocno okaleczony Tarnogród, liczący około 5000 mieszkańców (przed I wojną światową prawie 8 tys.). Przez okres wojny, Tarnogród zdołał utrzymać tradycyjną mieszankę narodowościową (Polacy, Rusini i Żydzi) bez antagonizmów, a problem ukrainizmu przejawił się dopiero po dojściu hitlerowców do władzy.
Po odzyskaniu niepodległości, w Tarnogrodzie przywrócono funkcje wójta i rady gminnej, austriacki Sąd Pokoju przemianowano na Sąd Grodzki (istniejący formalnie do 1945) i założono biuro notarialne. W 1920 roku zorganizowano w Tarnogrodzie Publiczną Szkołę Powszechną z filią w dworku Zającówka (który również mieścił sierociniec), natomiast w nieczynnym już domu starców utworzono przedszkole; w tym samym roku reaktywowano też Ochotniczą Straż Pożarną. Utworzenie w 1927 roku Szpitala Powiatowego w Biłgoraju odciążyło znacznie tarnogrodzki Szpital Rejonowy; w 1932 roku powstała w osadzie nowa apteka. Tarnogrodzka spółdzielnia spożywców przeżyła w okresie międzywojennym znaczny kryzys, przez co handel przeszedł automatycznie w ręce Żydów. Zamknięto też miejscowe Towarzystwo Pożyczkowo-Oszczędnościowe, wskrzeszając je jednak w 1928 roku pod nazwą Kasa Stefczyka, głównie do obsługi osady i trzech sąsiednich gmin. Ważnym przedsięwzięciem było przekształcenie lokalnej zlewni w Okręgową Spółdzielnię Mleczarską w dniu 15 listopada 1938 roku; skupując 900 tys. litrów mleka rocznie i obsługując 7 gmin, zakład stał się prosperującym przedsiębiorstwem tego okresu.

### W czasie II wojny światowej

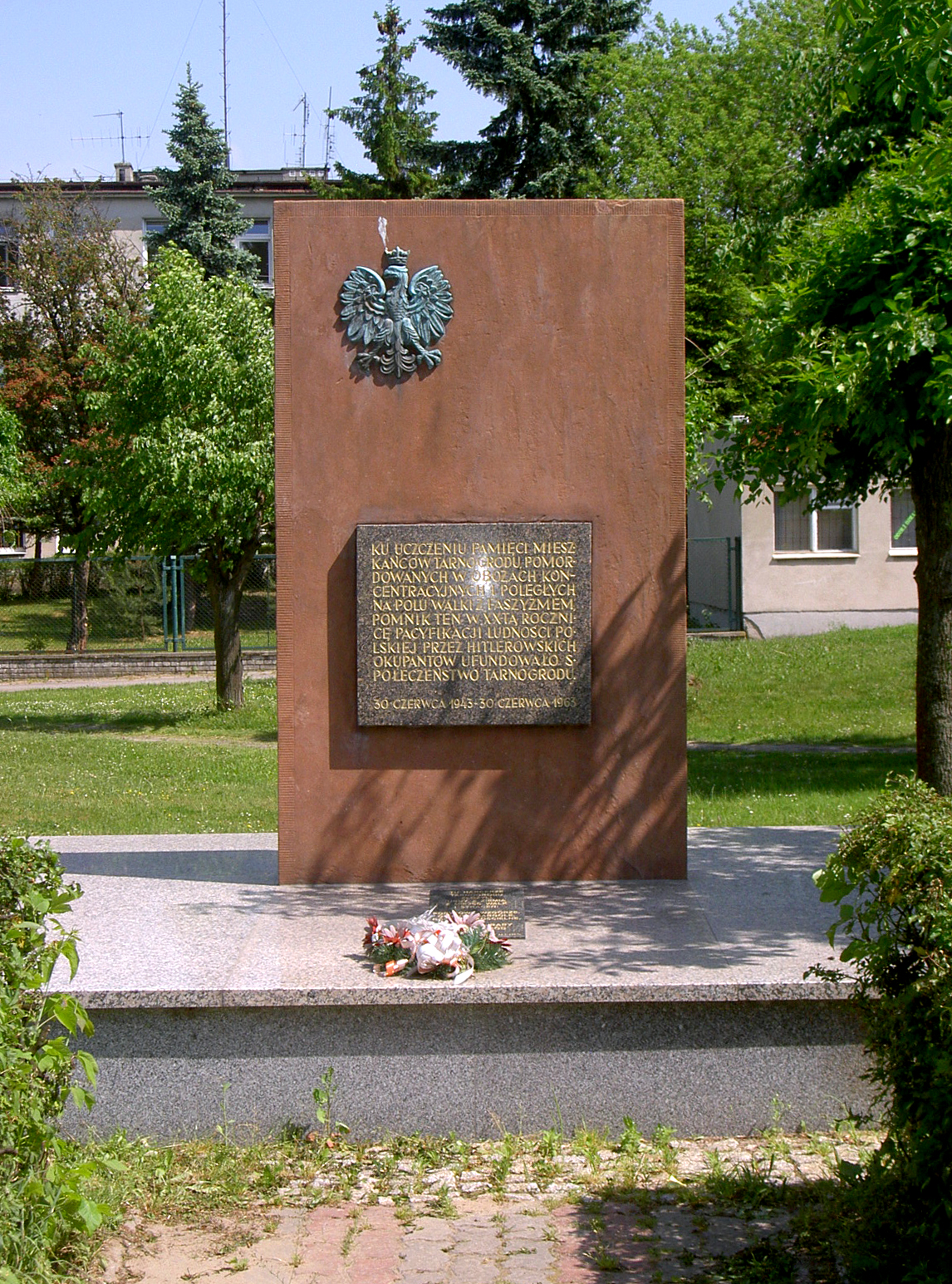
Pomnik w Rynku ku czci pomordowanych w obozach koncentracyjnych i poległych na polu walki z faszyzmem

Wojska niemieckie pojawiły się w Tarnogrodzie 15 września 1939 roku, czyli dwa tygodnie po wybuchu II wojny światowej. Tego samego dnia doszło do starcia pomiędzy oddziałami gen. Szyllinga i Boruty-Spiechowicza z Armii „Kraków” a Niemcami, którzy 16 września spalili część Tarnogrodu, łącznie z budynkiem gminy i domami żydowskimi; doszło do pierwszych straceń mieszkańców. Gniazda oporu w rejonie Tarnogrodu zostały w kilka dni zlikwidowane. 27 września do osady wkroczyły wojska sowieckie, a po ich wycofaniu po dwóch tygodniach, władze przejęli Niemcy. Przejawiło się to licznymi aresztowaniami ludności cywilnej, publicznymi rozstrzeliwaniami i wywożeniem na roboty. 26 października Tarnogród wszedł w skład dystryktu lubelskiego w Generalnym Gubernatorstwie. Już na początku okupacji zawiązały się różne ugrupowania tarnogrodzkiej akcji podziemnej (głównie z inicjatywy nauczyciela Kazimierza Smutka). Najsilniejszą orientacją polityczną okazała się Armia Krajowa.

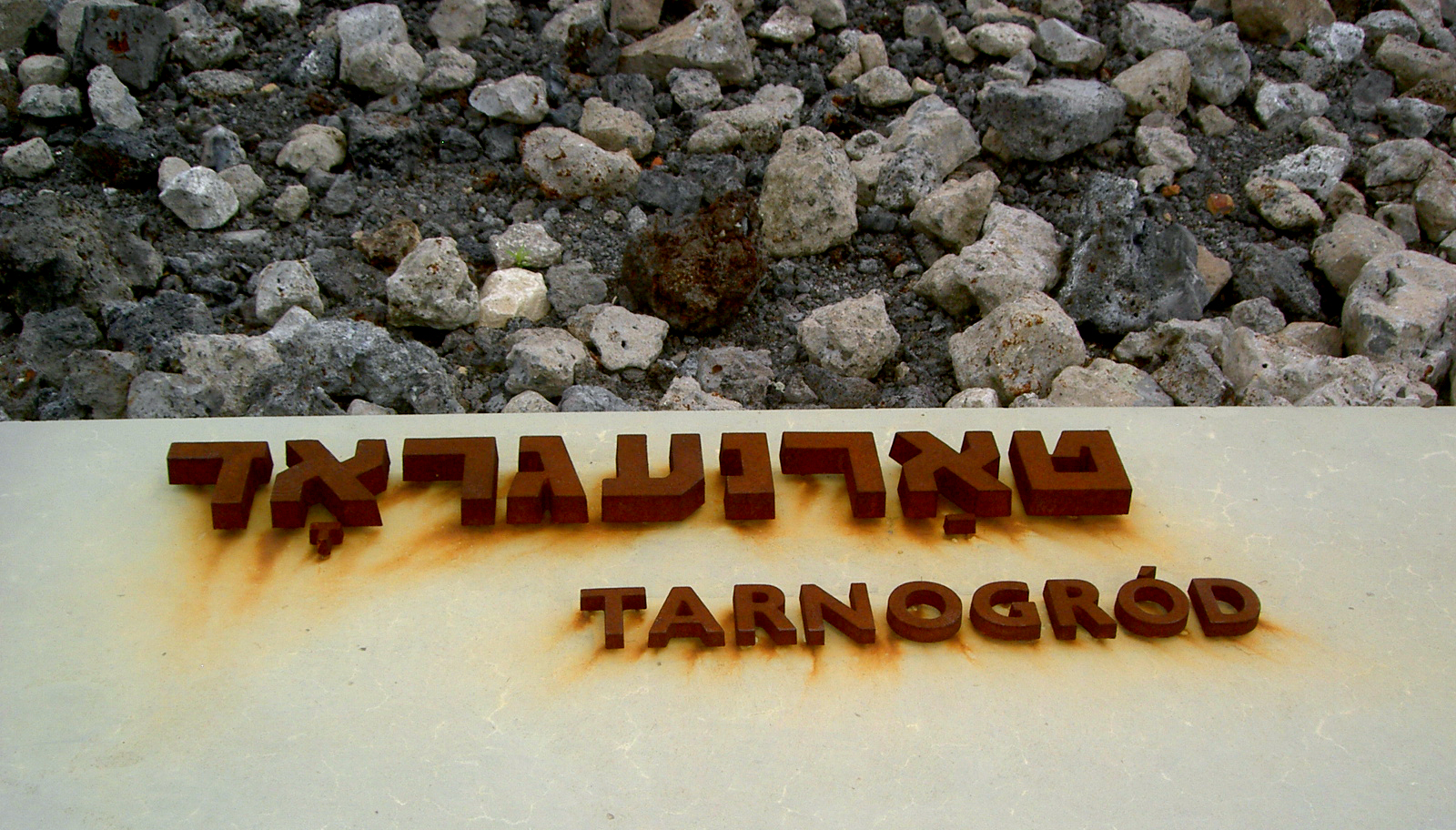
Płyta w muzeum w Bełżcu, upamiętniająca tarnogrodzian straconych w 1943 r.

Po przejęciu rządów przez Gestapo rozpoczęło się masowe prześladowanie Żydów. Poczynając od 1 listopada 1942, nastąpiła seria masakr, rozstrzelań i wywożeń do obozów koncentracyjnych; stracono ponad 1000 Żydów. W 1943 roku, w celach kolonizacji Zamojszczyzny, dokonano licznych wysiedleń Polaków na roboty przymusowe. Niepowodzenia na froncie wschodnim zadecydowały o wywózce zamiast o natychmiastowym wymordowaniu. 30 czerwca 1943 roku z Tarnogrodu wysiedlono około 1000 mieszkańców, głównie do Bełżca i Majdanka, do obozów przejściowych w Zwierzyńcu i Zamościu oraz do Niemiec. Bolesne te chwile w dziejach Tarnogrodu upamiętniono w 1963 roku, stawiając w Rynku Pomnik ku czci pomordowanych w obozach koncentracyjnych i poległych na polu walki z faszyzmem.
Za okupacji w Tarnogrodzie urządzana była administracja cywilna. Jedynym czynnym zakładem produkcyjnym była mleczarnia, z której ludność na kartki otrzymywała skromne przydziały. Tarnogrodzki szpital był zamknięty w latach 1938–1943, a szkoła zasadniczo przestała istnieć. Mało żywotną Straż Pożarną zmuszano do wyłapywania mieszkańców na roboty, która jednak w następstwie ułatwiała schwytanym ucieczkę (w końcu remizę spalono).
Po wysiedleniu tarnogrodzian, do osady przybyli ze wschodnich terenów prohitlerowscy Ukraińcy, przejmując życie gospodarcze w Tarnogrodzie. Organizowane były zbrojne pogromy ocalałych Polaków i kryjących się Żydów; w 1944 roku zamordowano m.in. dyrektora szpitala Czesława Kryszkiewicza. Działania te zapobiegało jednak duże nasycenie partyzantki sowieckiej (współpracującej z AK) z kwaterą w Borowcu, która 15 lutego 1944 roku przepędziła z Tarnogrodu hitlerowców. Całkowite wycofanie Niemców nastąpiło 21 lipca 1944 roku pod naporem wojsk polskich i radzieckich. Zakończyło się to niemieckim odwetem i zbombardowaniem Tarnogrodu 22 lipca 1944 roku, w którym zginęło kilkanaście osób. Totalne straty ludności zamykają się cyfrą około 2650, w tym 2600 Polaków żydowskiego (1600 wybitych w Tarnogrodzie i 1000 wysłanych do obozów) oraz 50 Polaków nieżydowskiego pochodzenia.
W 1944 roku w Tarnogrodzie Niemcy zgromadzili oddziały użyte w akcji antypartyzanckiej pod Dąbrowicą.

### W Polsce Ludowej
Zaraz po zakończeniu działań wojennych w 1944 roku, początkowy okres Tarnogrodu za Polski Ludowej był bardzo trudny. Do 1947 roku w okolicy działali powstańcy z oddziałów UPA, którzy napadali i grabili osadę. Tarnogrodzcy Żydzi zostali wymordowani podczas wojny; pozostała namiastka ludności polskiej, ukraińskiej (ci ostatni w liczbie około 600 zostali wysiedleni do ZSRR). Wysiedleni tarnogrodzianie powrócili do kraju dopiero w latach 1945–1946, odnajdując swoje gospodarstwa zdewastowane lub w zgliszczach.
Po wojnie, Polska stała się państwem socjalistycznym. Zgodnie z nowymi przepisami, w Tarnogrodzie wprowadzono najpierw Gminną Radę Narodową z prezydium na czele, a następnie – od 1954 – Radę Gromadzką z czterema podległymi zakładami budżetowymi: gospodarki komunalnej, usług remontowo-budowlanych, Domu Kultury i przedszkola. Sąd Grodzki zlikwidowano już w 1945 roku. Za PRL:u w Tarnogrodzie powstała większość instytucji społecznych i zakładów produkcyjnych oraz wszystkie instytucje kulturalne (patrz → Kultura w Tarnogrodzie) i oświatowe; większość z nich działające do dziś.
Spośród 214 gmin wiejskich powojennego województwa lubelskiego, Tarnogród jako jedyna gmina składał się z samego Tarnogrodu (a więc na wzór gmin miejskich, bez otaczających go terenów rolniczych i innych wsi). W 1954 roku pojawiły się plany reaktywowania powiatu tarnogrodzkiego, jednak bezskutecznie. W latach 50. przyłączono do Tarnogrodu znoszoną gminę Wola Różaniecka, tworząc obecną gminę Tarnogród. W wyniku reformy administracyjnej w 1975 roku, Tarnogród znalazł się w województwie zamojskim. W latach 1976–1982 do gminy Tarnogród przyłączono 3 miejscowości (Bukowina Pierwsza i Druga oraz Wola Kulońska) z tymczasowo zniesionej gminy Biszcza. 1 stycznia 1987 roku, dzięki staraniom gminy, Tarnogród po 117 latach odzyskał prawa miejskie.

## Ludność

### Liczba ludności
| Rok  | Mieszk. | Rok  | Mieszk. | Rok  | Mieszk. | Rok  | Mieszk. |
| ---- | ------- | ---- | ------- | ---- | ------- | ---- | ------- |
| 1578 | 700     | 1717 | 612     | 1890 | 5 667   | 1939 | 5 016   |
| 1591 | 1 500   | 1777 | 3 166   | 1905 | 6 959   | 1943 | 1 872   |
| 1648 | 1 046   | 1822 | 3 941   | 1906 | 7 278   | 1961 | 2 622   |
| 1661 | 1 022   | 1865 | 4 608   | 1914 | 7 800   | 1978 | 3 186   |
| 1673 | 626     | 1871 | 4 397   | 1921 | 4 769   | 2001 | 3 466   |

Miasto w 2014 roku liczyło 3464 mieszkańców. Pod względem powierzchni zajmowało 31 lokatę w województwie lubelskim (z 41 miast), a pod względem ludności – 32. Tarnogród zaliczany jest do małych miasteczek, jednak przez wiele lat należał do miast średnich, a w XIX wieku był nawet stolicą powiatu. Patrząc na liczbę mieszkańców Tarnogrodu, miasto osiągnęło apogeum w 1914 roku, czyli tuż przed I wojną światową, licząc 7800 osób. Na skutek obu wojen, liczba mieszkańców drastycznie zmalała. W latach powojennych można ponownie zaobserwować stopniowy wzrost ludności, choć w ciągu ostatnich dziesięciu lat liczba mieszkańców pozostaje praktycznie niezmienna.
W 2006 zmniejszono powierzchnię Tarnogrodu z 10,86 na 10,69 km², jednakże miasto wykazało najwyższy wskaźnik wzrostu ludności w powiecie biłgorajskim (+ 0,80%) na przełomie lat 2005–2006 oraz drugi pod względem wysokości wskaźnik w woj. lubelskim w kategorii miast (po Stoczku Łukowskim).

### Religia
| Wyznanie          | Mieszk. | Procent |
| ----------------- | ------- | ------- |
| Mojżeszowe        | 2 238   | 46,9%   |
| Rzymskokatolickie | 1 918   | 40,2%   |
| Prawosławne       | 609     | 12,8%   |
| Inne              | 4       | 0,1%    |
| Ogółem            | 4 769   | 100,0%  |

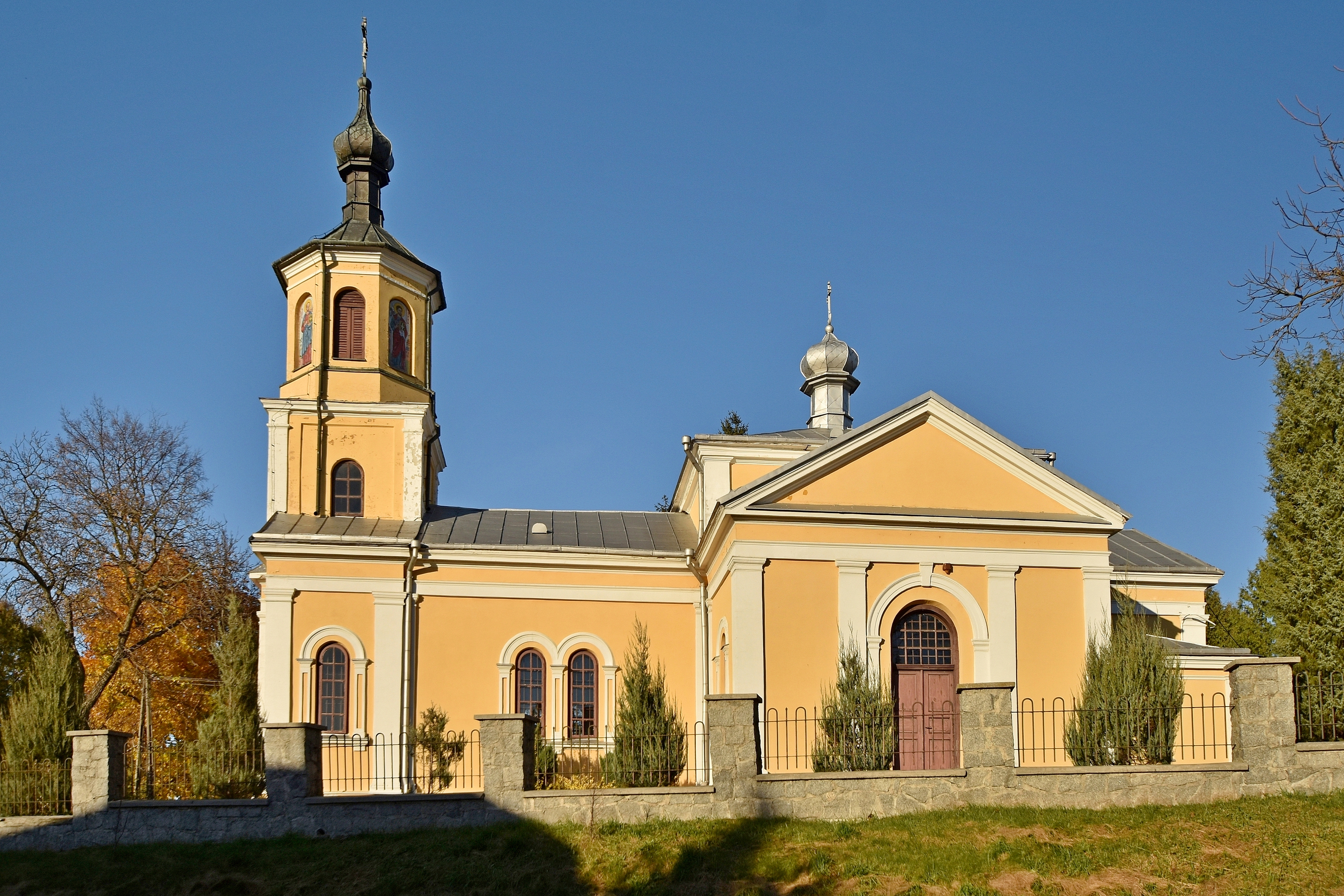
Cerkiew prawosławna pw. św. Jerzego (1870–1875)

Tarnogród był tradycyjnie miastem trzech wyznań – rzymskokatolickiego, mojżeszowego i prawosławnego, o czym do dziś świadczą tarnogrodzkie świątynie (kościoły, cerkiew i synagoga). W 1921 roku liczba tarnogrodzian wyznania mojżeszowego (niemal połowa ludności) przewyższała liczbę mieszczan katolickich, a prawosławni stanowili niecałe 13% mieszkańców Tarnogrodu.
Obecnie Tarnogród posiada największe skupisko prawosławnych w powiecie biłgorajskim; czynna jest też jedna z dwóch prawosławnych parafii powiatu (pw. Świętej Trójcy) i jedna z nielicznych na Lubelszczyźnie. Liczy ona obecnie około 240 wiernych (druga parafia znajduje się w Biłgoraju, która przejęła część wiernych z parafii w Tarnogrodzie).
Cerkiew Świętej Trójcy w Tarnogrodzie jest jedyną na terenie obecnego powiatu biłgorajskiego, która nie uległa zniszczeniu czy też przejęciu przez inne wyznanie w okresie akcji rewindykacji majątku cerkiewnego prowadzonej w latach 1918–1938 przez rząd II RP. Stało się tak zapewne dzięki tajnemu pismu z dnia 4 grudnia 1921 roku starosty biłgorajskiego w którym proponuje on zachowanie parafii w Kulnie (obecnie położona w woj. podkarpackim czynna filia cerkwi w Tarnogrodzie), Babicach (od 1954 roku kościół rzymskokatolicki) i Tarnogrodzie.
Tarnogród jest siedzibą dekanatu Tarnogród, jednego z 19 dekanatów w rzymskokatolickiej diecezji zamojsko-lubaczowskiej. W skład liczącego około 27 tys. wiernych dekanatu wchodzi 9 parafii, w tym Parafia Przemienienia Pańskiego w Tarnogrodzie (5,6 tys. wiernych). Parafia ta, która obejmuje również miejscowości Korchów I, Korchów II, Luchów, Płusy i Wolę Różaniecką, posiada oprócz kościoła parafialnego dwa kościoły filialne – św. Rocha w Tarnogrodzie i Matki Boskiej Szkaplerznej w Woli Różanieckiej. Do parafii należy też kaplica przy szpitalu w Tarnogrodzie oraz kapliczka w Płusach. Tarnogrodzkie odpusty odbywają się 6 sierpnia (przy kościele parafialnym) oraz 16 sierpnia (przy kościele filialnym).

### Wiek i płeć mieszkańców
Piramida wieku mieszkańców Tarnogrodu w 2014 roku:
|  |

## Turystyka

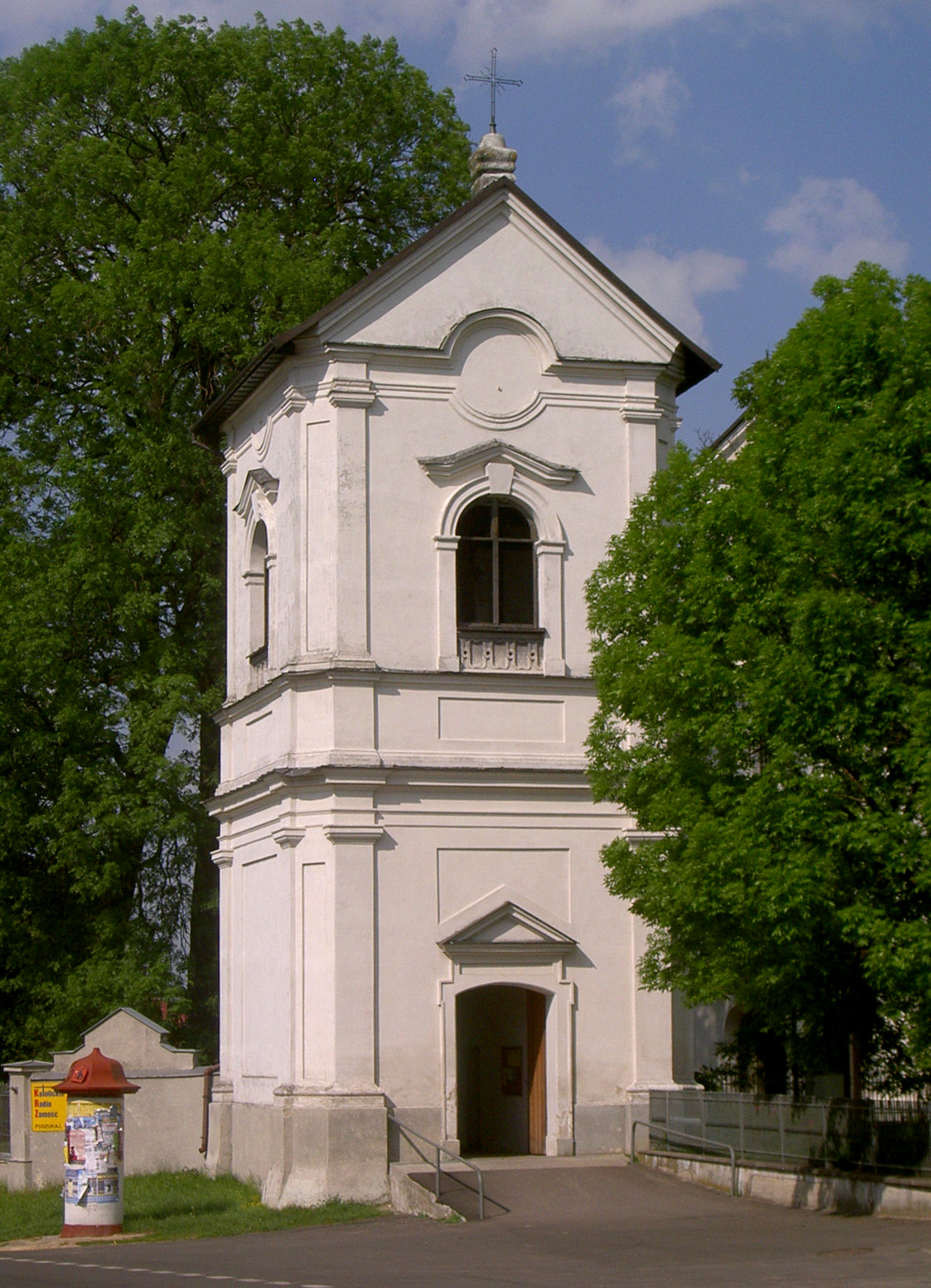
Dzwonnica z 1777 r.

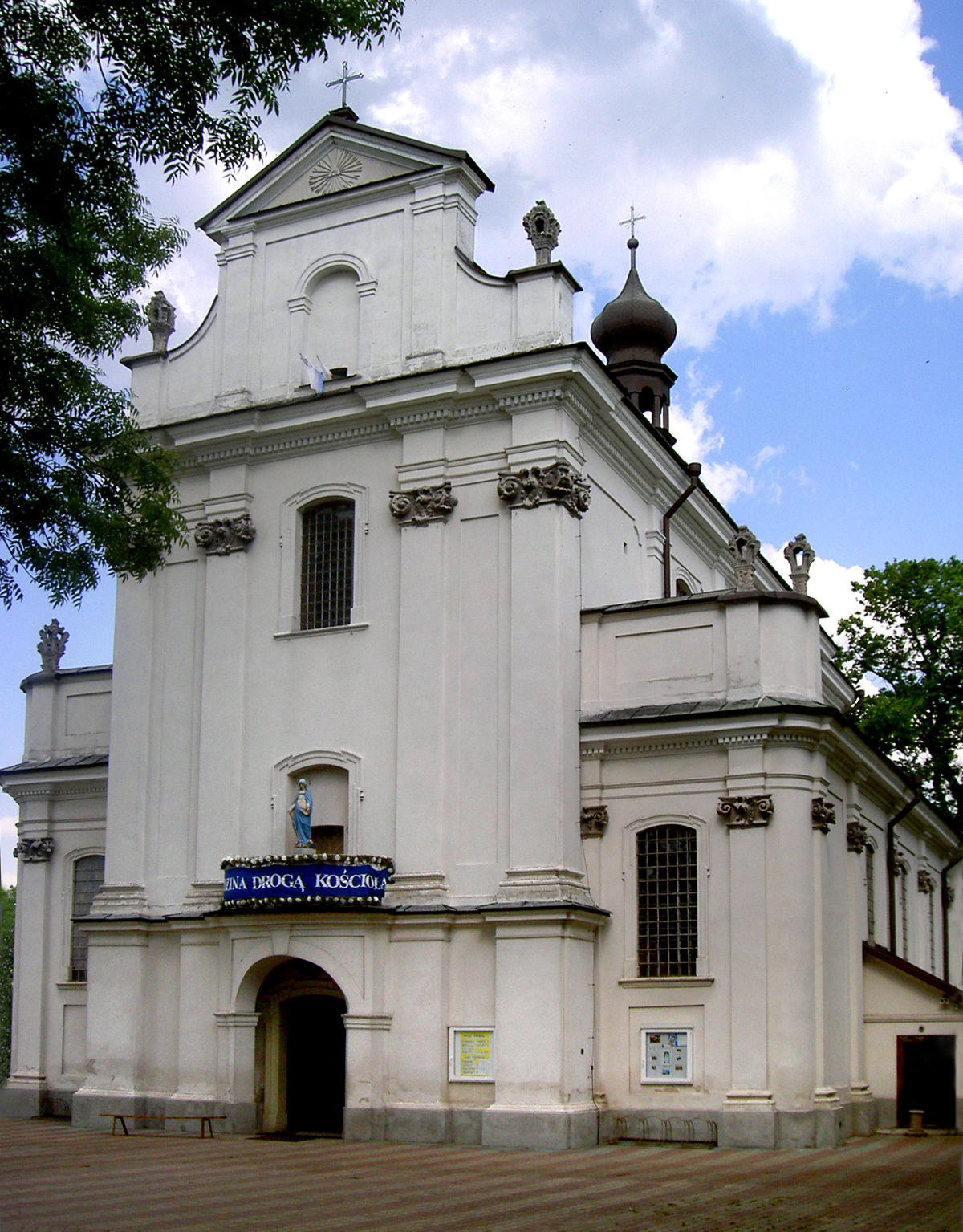
Późnobarokowy kościół Przemienienia Pańskiego

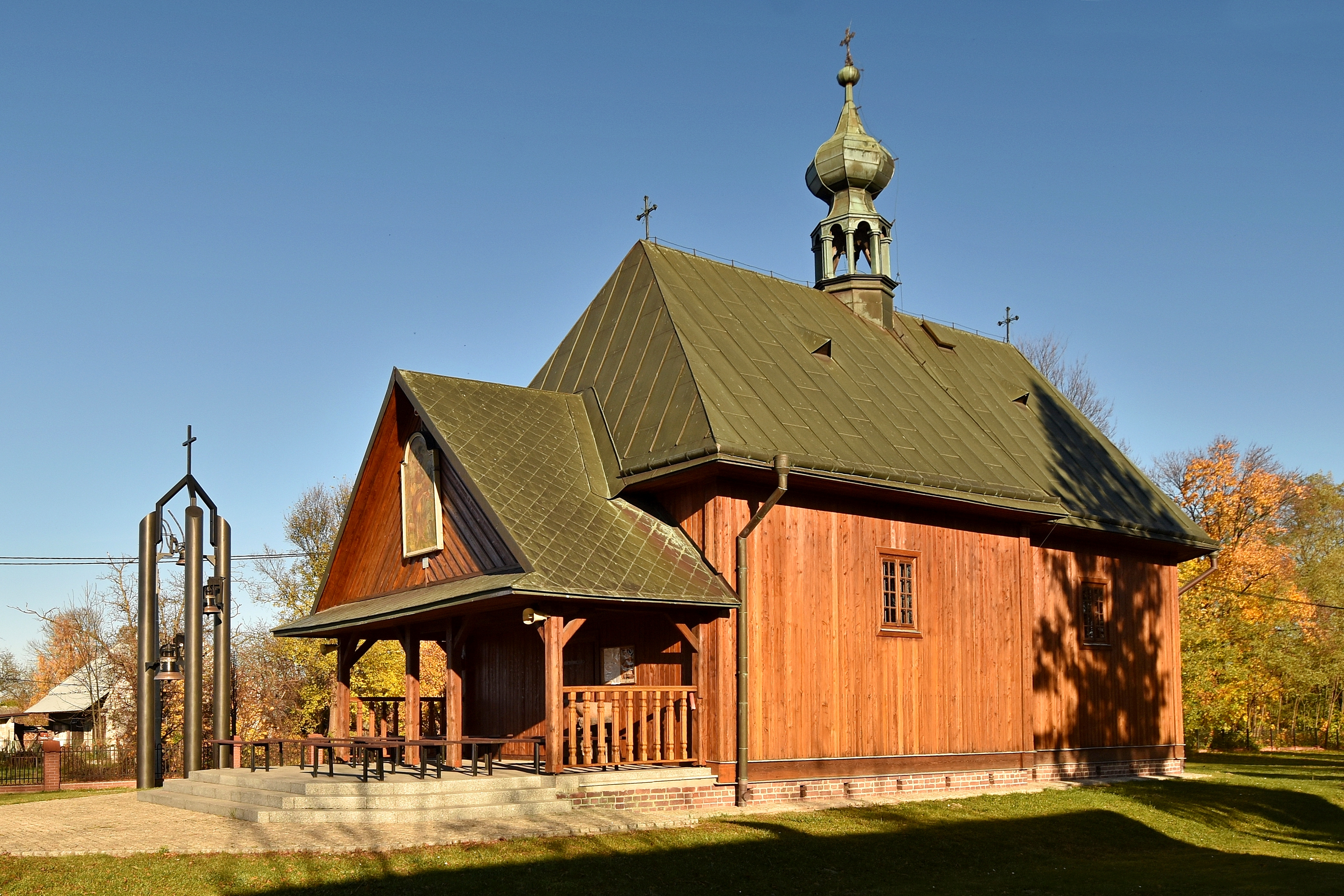
Kościółek św. Rocha (XVII w.)

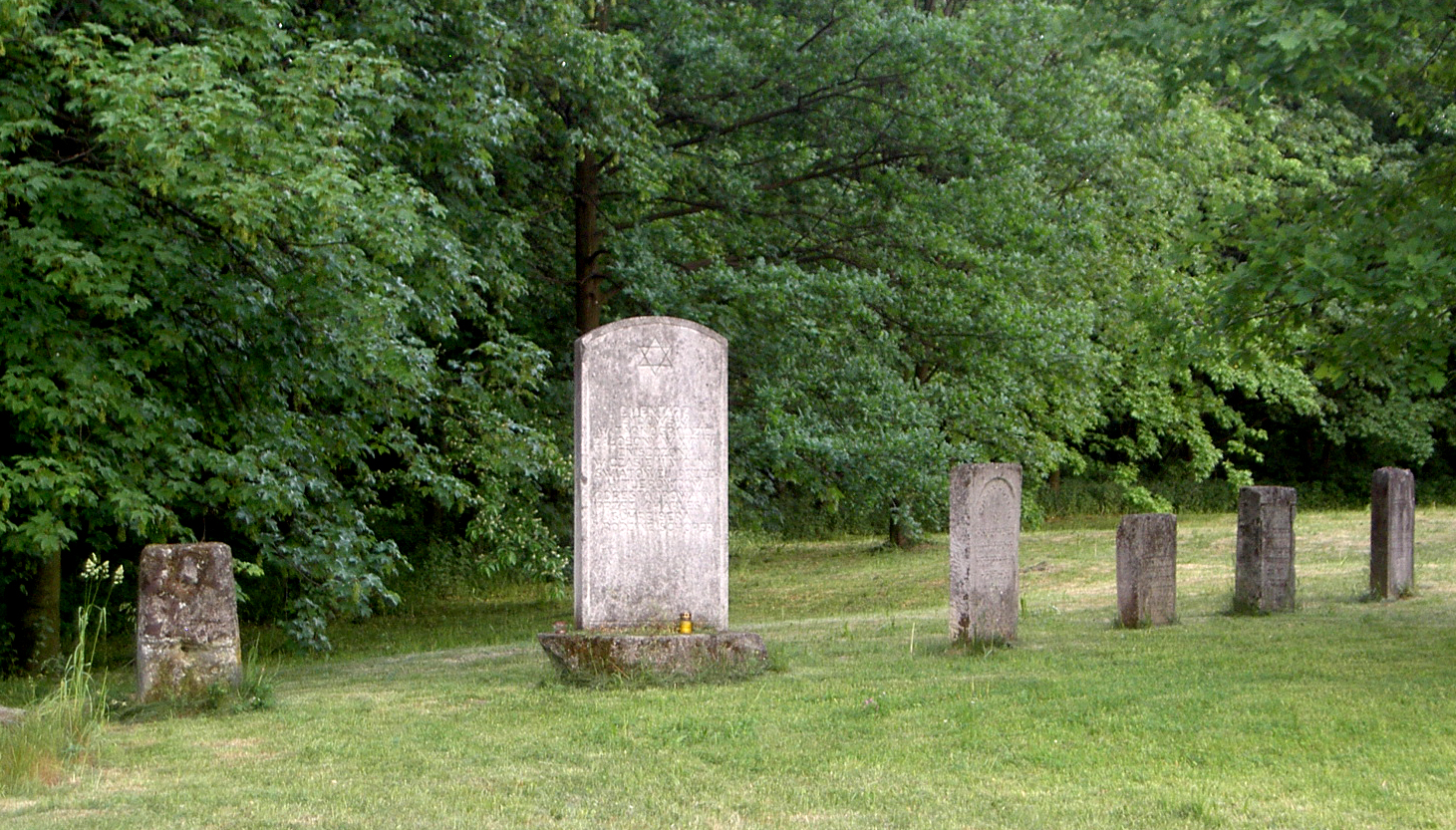
Tarnogrodzki kirkut

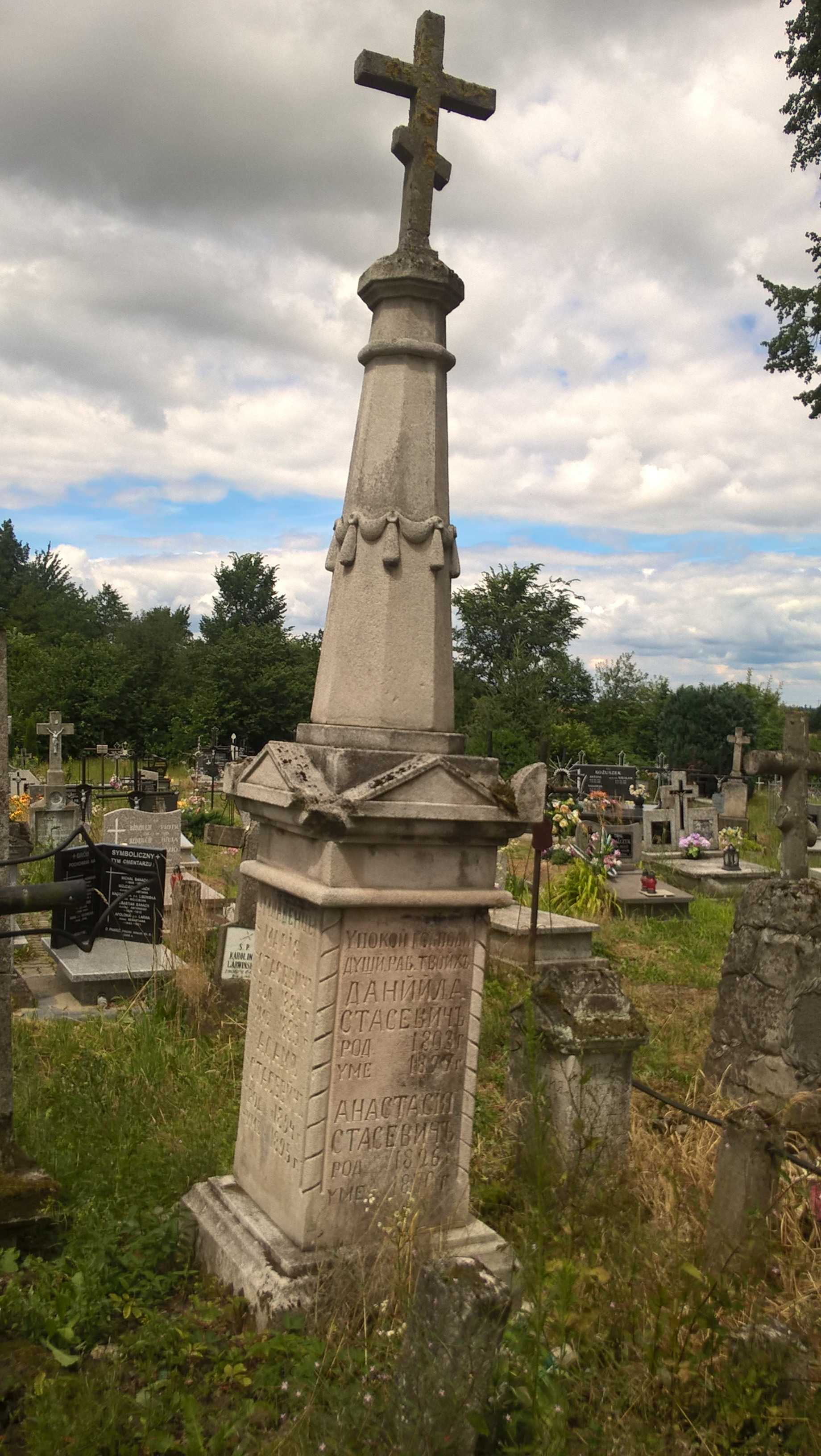
Cmentarz prawosławny, nagrobek z II poł. XIX w.

### Zabytki
- Późnobarokowy kościół parafialny pw. Przemienienia Pańskiego, zbudowany w latach 1750–1777 według projektu lwowskiego architekta Bernarda Meretyna. We wnętrzu ołtarz z lat 1632–1637 pochodzący z kolegiaty w Zamościu z obrazami Domenica Tintoretta, sprowadzonymi z Wenecji (motywy śś. Jana Chrzciciela i Jana Ewangelisty, 194 × 76 cm); skradzionymi w 1994 r., lecz odnalezionymi
- Wolnostojąca dzwonnica z 1777 r. przy kościele parafialnym
- Drewniany (modrzewiowy) kościółek św. Rocha z 1600–1624 (najstarszy na Zamojszczyźnie) z polichromowanym wnętrzem; wybudowany przez tarnogrodzian jako kościół wotywny, mający ich chronić przed częstymi zarazami (kościół filialny dekanatu Tarnogród)
- Synagoga z 1686 r. (obecnie biblioteka i muzeum) z zachowaną aron ha-kodesz, rozbudowana w XIX w.
- Parafialna cerkiew prawosławna pw. Świętej Trójcy z 1870–1875, z XVI-wieczną Tarnogrodzką Ikoną Matki Bożej (zaginioną 1946-2008) oraz nieczynnym cmentarzem
- Zabytkowa plebania z 1905–1907 z otaczającym ją parkiem (przy kościele parafialnym)
- Rzymskokatolicki i prawosławny (dawniej również greckokatolicki) cmentarz założony w 1828 r., z wiekowymi grobowcami (m.in. 10 nagrobków z 1 połowy XIX wieku)
- Kirkut na Przedmieściu Różanieckim, funkcjonujący od XVII wieku do 1942, odrestaurowany w 1986 r.
- Cmentarz epidemiczny przy ul. Krzywej, czynny w XVII i XVIII w.
- Czynny cmentarz rzymskokatolicki przy ul. św. Jana Pawła II[35], założony na początku XIX w.
- Cmentarz żydowski przy ul. Nadstawnej z II wojny światowej (założony w 1942, uporządkowany w 1986)

### Inne atrakcje turystyczne
Budynki
- Biało-zielony budynek (tzw. pałacyk) z 1930 r., znajdujący się przy ul. św. Jana Pawła II; przez wiele lat siedziba Urzędu Gminy, obecnie (po gruntownym remoncie) mieści się tam Urząd stanu cywilnego i Miejski Ośrodek Pomocy Społecznej
- Zabytkowy dom drewniany, tzw. domek katechetyczny przy ul. Kościelnej
- Zabytkowa kamienica na rogu ulic 1 Maja i Kryszkiewicza
- Budynek Tarnogrodzkiego Domu Kultury z charakterystycznymi podcieniami (1956)
- Willa na rogu ul. św. Jana Pawła II i Przedm. Bukowskiego z figurami lwów na ozdobnych schodach (obecnie posterunek policji)
- Tarnogrodzki Rynek, jeden z największych rynków w Polsce, mierzący 160 × 140 m

Muzea
- Muzeum Nożyczek

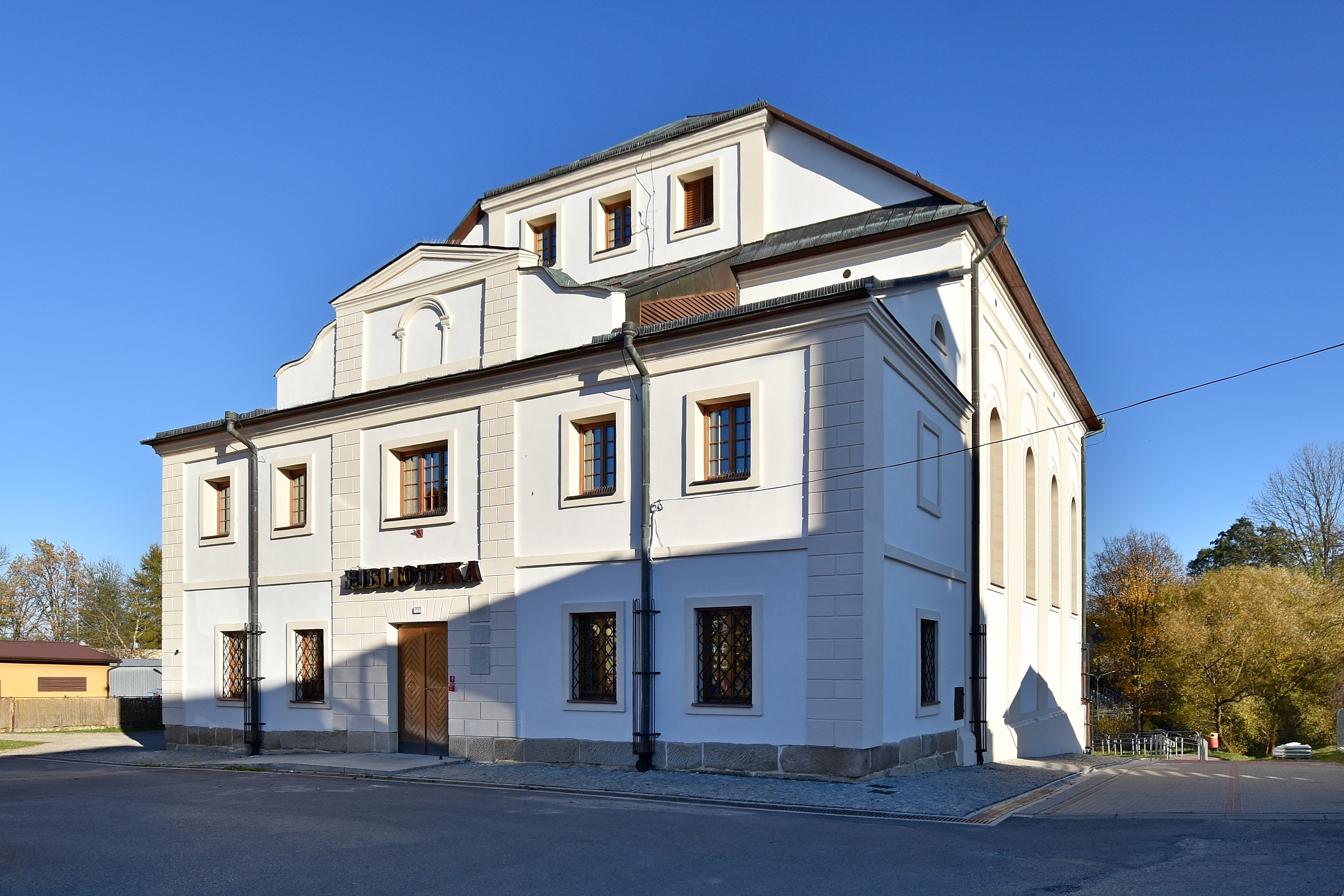
Synagoga, obecnie Muzeum Nożyczek przy Miejskiej Bibliotece Publicznej

- Regionalna Izba Pamięci – niewielkie muzeum z dwiema sekcjami: etnograficzną (sprzęty z dawnych lat) i historyczną (eksponaty i fotografie z II wojny światowej)

Pomniki
- Kopiec Kościuszki usypany przez mieszkańców w 1917 r., przy ul. Floriana Słąki
- Pomnik w małym parku w Rynku, upamiętniający mieszkańców Tarnogrodu pomordowanych w obozach koncentracyjnych i poległych na polu walki z faszyzmem (z 1963 r.)
- Pomnik w Bramie Korchowskiej poświęcony żołnierzom polskim zamordowanym w Katyniu – przystanek VI (10 IX 2006 r.) oraz VII (25 VIII 2007 r.) Międzynarodowego Motocyklowego Rajdu Katyńskiego
- Pomnik przy ul. Tadeusza Kościuszki upamiętniający zamordowanych żydów w czasie II wojny światowej
- Wąwóz Siekane z pomnikiem – miejsce stu poległych tarnogrodzian w powstaniu styczniowym (1863)
- Pomnik przy ul. Nadstawnej, upamiętniając 2000 żydowskich mieszkańców Tarnogrodu zamordowanych 1 listopada 1942 r.
- Pomnik Jana Pawła II w Rynku, dłuta krakowskiego artysty Karola Badyny, wzniesiony 11 czerwca 2006 r. (z brązu, wys. 4,5 m)
- Pomnik Koguta – symbolu Sejmików Teatrów Wiejskich (2011)

Rekreacja
- Zalew nad Przedmieściu Błoniu (sport, wędkarstwo)
- Stawy przy ul. Nadstawnej (kąpieliska)

### Szlaki turystyczne
Szlak im. Józefa Złotkiewicza; Trasa: Biłgoraj – Dereźnia Solska – Ruda Solska – Biszcza – Tarnogród.
Ze względu na malownicze okolice i brak ciężkiego przemysłu Tarnogród ma szanse na rozwinięcie agroturystyki.

### Baza noclegowa i gastronomiczna
W 2011 roku w Tarnogrodzie powstał Pensjonat „Nad Złotą Nitką” który dysponuje 50 miejscami noclegowymi. Bazę gastronomiczną stanowią: restauracja „Nad Złotą Nitką”, restauracja Jubileuszowa, 2 pizzerie oraz kawiarnia w Domu Kultury (wszystkie zakłady w Rynku). W Tarnogrodzie jest również zajazd przy ul. 1 Maja (także możliwość noclegu).

## Szkolnictwo

### Historia

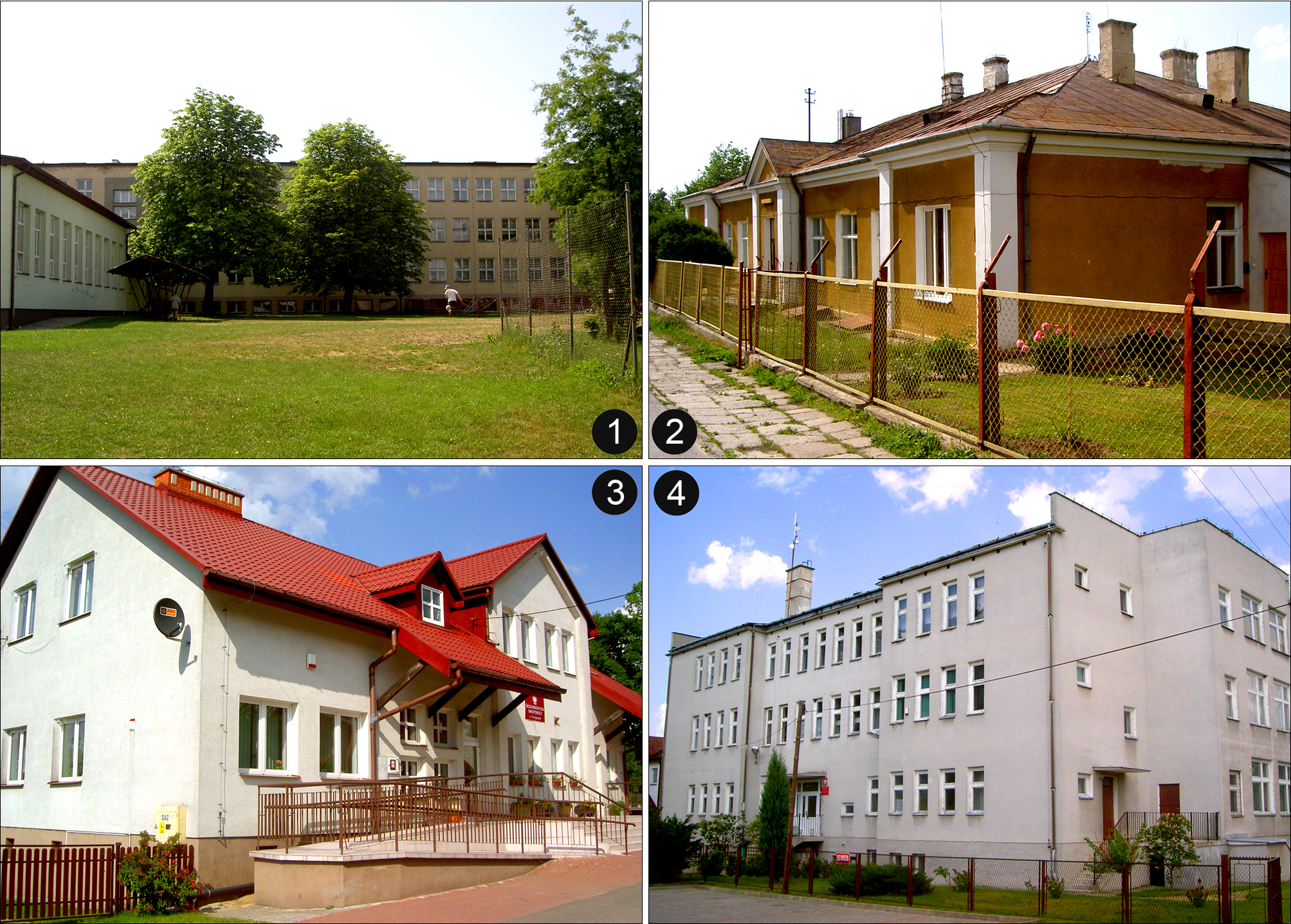
1) Szkoła podstawowa, gimnazjum i przedszkole • 2) Dawny internat • 3) Środowiskowy Dom Samopomocy • 4) Zespół Szkół Ekonomicznych

Wzrost ludności Tarnogrodu po II wojnie światowej sprawił, że pomieszczenia budynku dotychczasowej podstawówki przy ul. Szkolnej stały się zbyt małe dla potrzeb osady. Pierwszą reakcją było przeniesienie części klas do murowanej kamienicy w zachodniej pierzei Rynku, lecz manewr ten okazał się w dalszym ciągu niewystarczalny. Proces powstania obecnej Szkoły Podstawowej im. Marii Curie-Skłodowskiej przy ul. 1 Maja w Tarnogrodzie rozpoczął się 6 stycznia 1959 roku, kiedy to w odpowiedzi na wysuniętą przez KC PZPR inicjatywę „Tysiąc szkół na Tysiąclecie Państwa Polskiego”, powołano komitet organizacyjny szkoły i ustalono miejscowe składki na jej budowę.
Budowę tarnogrodzkiej szkoły – jako czterysta siódmej Tysiąclatki w kraju – rozpoczęto w lipcu 1959 roku, 7 marca 1960 wmurowano akt erekcyjny a 27 marca 1960 dokonano uroczystej inauguracji. Pierwszy rok szkolny w nowym budynku, który poza podstawówką mieścił również Technikum Ekonomiczne oraz Zasadniczą Szkołę Zawodową, rozpoczął się 30 września 1962 roku. W związku z reformą szkolnictwa w Polsce w 1967 roku, technikum przekształcono w Liceum Ekonomiczne. W 1972 roku otworzono Liceum Zawodowe, kształcące przyszłych sprzedawców, magazynierów i pracowników administracyjno-biurowych. W 1975 roku nastąpiła restrukturyzacja tarnogrodzkiego liceum w kierunkach ekonomika i organizacja przedsiębiorstw handlowych. W kolejnych latach zawodówka zaczęła też kształcić piekarzy, ceramików, kucharzy, kelnerów, masarzy i mleczarzy.
1 listopada 1967 roku, w wyremontowanym budynku starej szkoły podstawowej, uruchomiono internat dla 100 przyjezdnych uczniów szkoły średniej. Internat ten, pod kierownictwem Stanisława Wolskiego (1968-71), Stanisława Dyrki (1972-82) i Elżbiety Pajury (od 1982), był jednym z przodujących internatów w woj. lubelskim (m.in. zajęcie II miejsca w konkursie w 1970 roku). Mimo gruntownej modernizacji budynku na początku lat 2000, decyzją Rady Powiatu internat zlikwidowano dnia 1 września 2004 roku.

### Współczesność
19 marca 1999 roku w mieście założono nowy typ szkoły – gimnazjum. Publiczne Gimnazjum w Tarnogrodzie zlokalizowano w budynku szkoły podstawowej przy ul. 1 Maja. Tam też przeniesiono Przedszkole Miejskie. Budynek tarnogrodzkiego przedszkola (które w połowie lat 90. przeniesiono z próchniejącego domu przy ul. Szkolnej do nowego lokum przy ul. Kościelnej) przekształcono w nową placówkę Zespołu Szkół Ekonomicznych im. Armii Krajowej (potocznie „ekonomik”), który w późniejszych latach znacznie rozbudowano ku północy. Obecnie mieści liceum ogólnokształcące oraz jedyne w powiecie biłgorajskim technikum ekonomiczne (zawody technik ekonomista, technik handlowiec i technik informatyk).
Na placu po dawnej łaźni przy ul. Szkolnej wybudowano nowy Środowiskowy Dom Samopomocy, a w budynku zniesionego internatu umieszczono Ośrodek Interwencji Kryzysowej (do 31.12.2007 r.).

## Gospodarka

### Historia

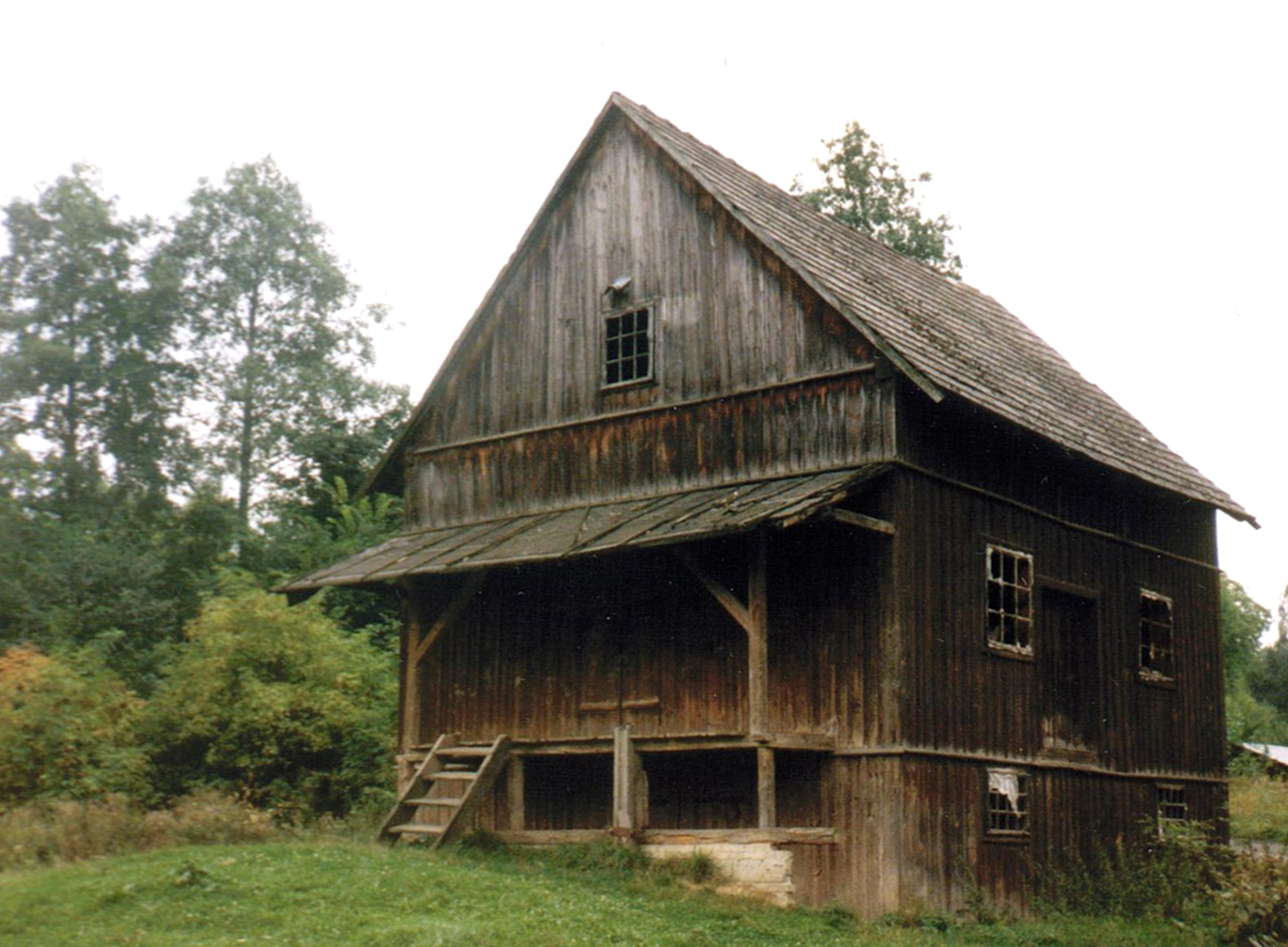
Stary młyn przy ul. Zacisze (obecnie zburzony) – świadectwo tradycji rolniczej Tarnogrodu

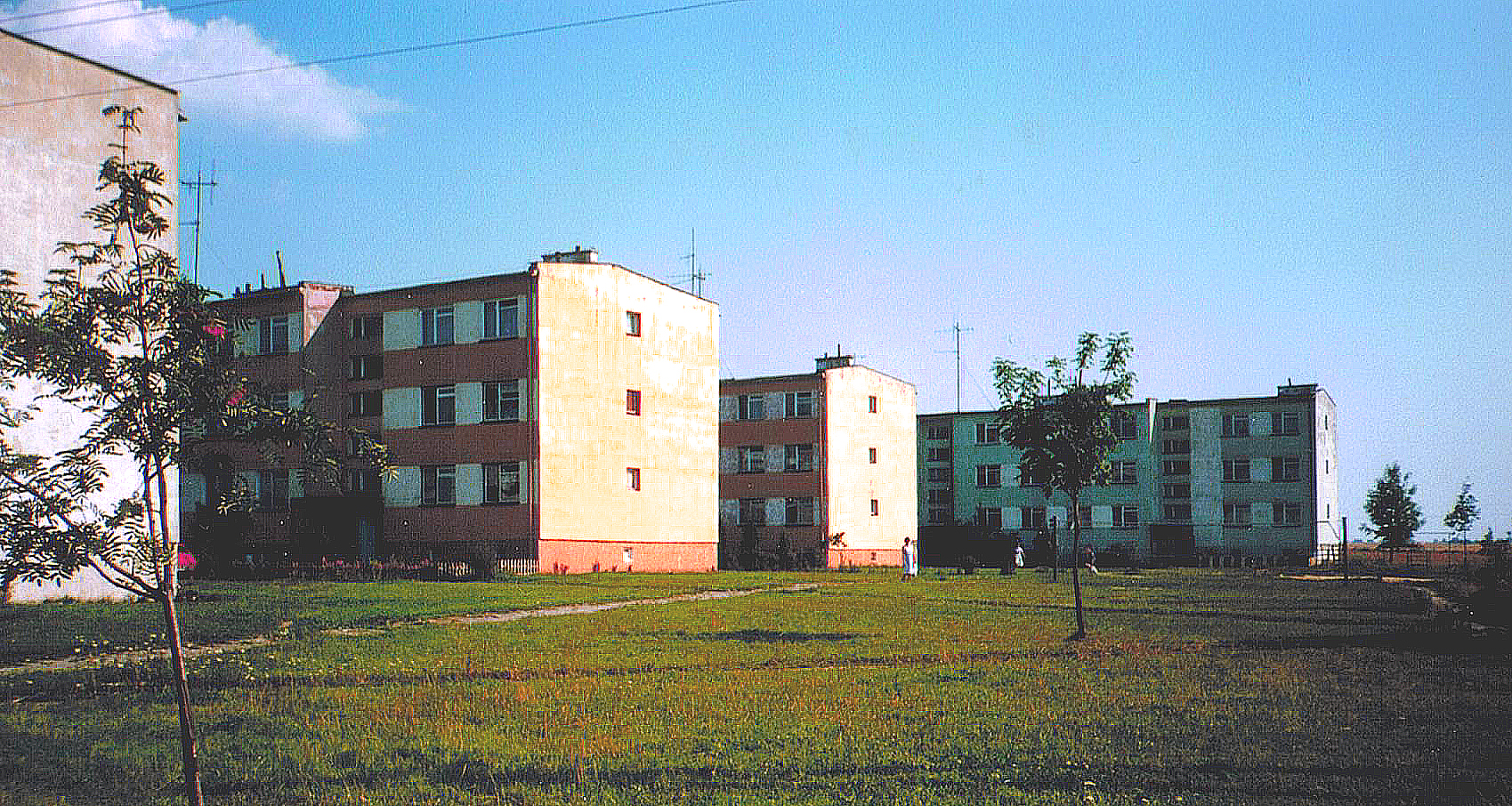
Bloki mieszkalne dawnego PGR-u przy ul. Lubaczowskiej

Od wieków Tarnogród słynął z kowalstwa, które istniało tam od XVII wieku – w samym Tarnogrodzie było 11 kuźni. Na przełomie XVII i XVIII wieku w mieście dominowała branża skórzana. Popularne było też szewstwo, garbarstwo i rymarstwo, lecz przede wszystkim kuśnierstwo – kożuch tarnogrodzki był wyrobem powszechnie znanym. Również dwa cechy branży spożywczej – rzeźnictwo i olejarstwo – odgrywały duże rolę w skali regionalnej, np. w 1711 roku Tarnogród miał 69 rzeźników (dla porównania Przemyśl tylko 26), czyli najwięcej z miast ziemi przemyskiej.
W ograniczonej mierze uprawiane było płóciennictwo i krawiectwo, a także bednarstwo, ślusarstwo i garncarstwo (to ostatnie przestało istnieć w XIX wieku). W 1722 roku, napoje alkoholowe tarnogrodzkiej produkcji miały jedną z najwyższych wartości spośród miast ziemi przemyskiej. Na początku XVIII wieku, Tarnogród posiadał 6 kotłów piwnych. Miasto słynęło również z rzemiosła w zakresie sztuki ludowej – głównie plecionkarstwa i chałupnictwa (wyroby słomkowe), a szczególnie tzw. koziołków tarnogrodzkich.
Biorąc pod uwagę rolniczy charakter regionu, przemysł ciężki w Tarnogrodzie i jego najbliższych okolicach odgrywał zawsze małą rolę. W Polsce Ludowej powstały główne zakłady produkcyjne Tarnogrodu, m.in. Spółdzielnia Mleczarska (1946), Spółdzielnia Pracy Metalowiec (1953; obecnie firma Tarmet), cegielnia, piekarnia i inne mniejsze zakłady (szewskie, stolarskie i krawieckie). Nie należy pominąć tarnogrodzkiego PGR:u przy ul. Lubaczowskiej, który nawet dysponował lotniskiem rolniczym. W latach 70. istniała w Tarnogrodzie mała drukarnia, a do lat 90. – rozlewnia wód mineralnych.
Najważniejszymi instytucjami społecznymi z tego samego okresu były: Kółko rolnicze (1955), Gminna Spółdzielnia „Samopomoc Chłopska” (1948) oraz Bank spółdzielczy (1950; do 1962 jako Gminna Kasa Spółdzielcza).

### Współczesność

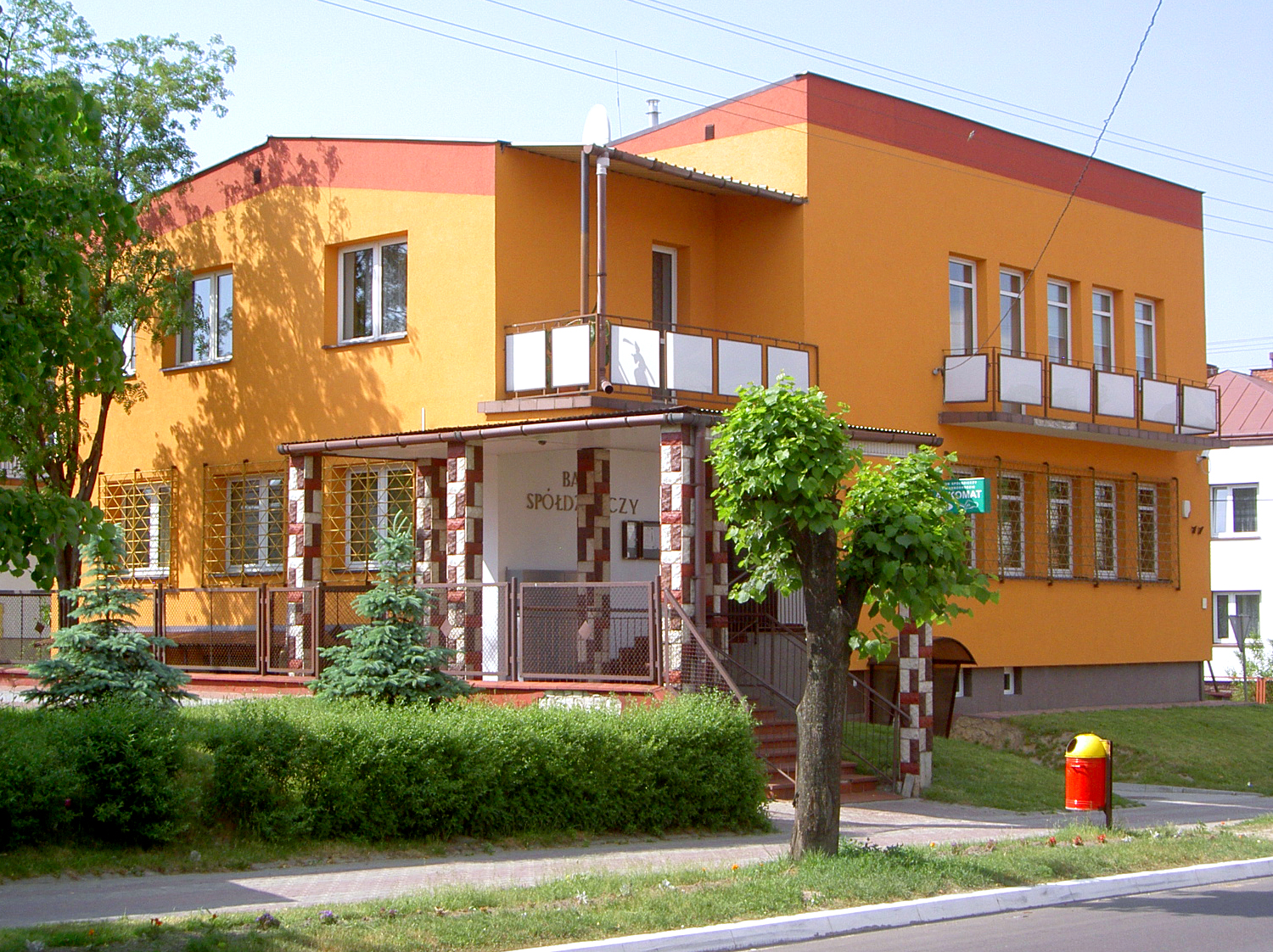
Bank Spółdzielczy – instytucja społeczna działająca od 1950 r.

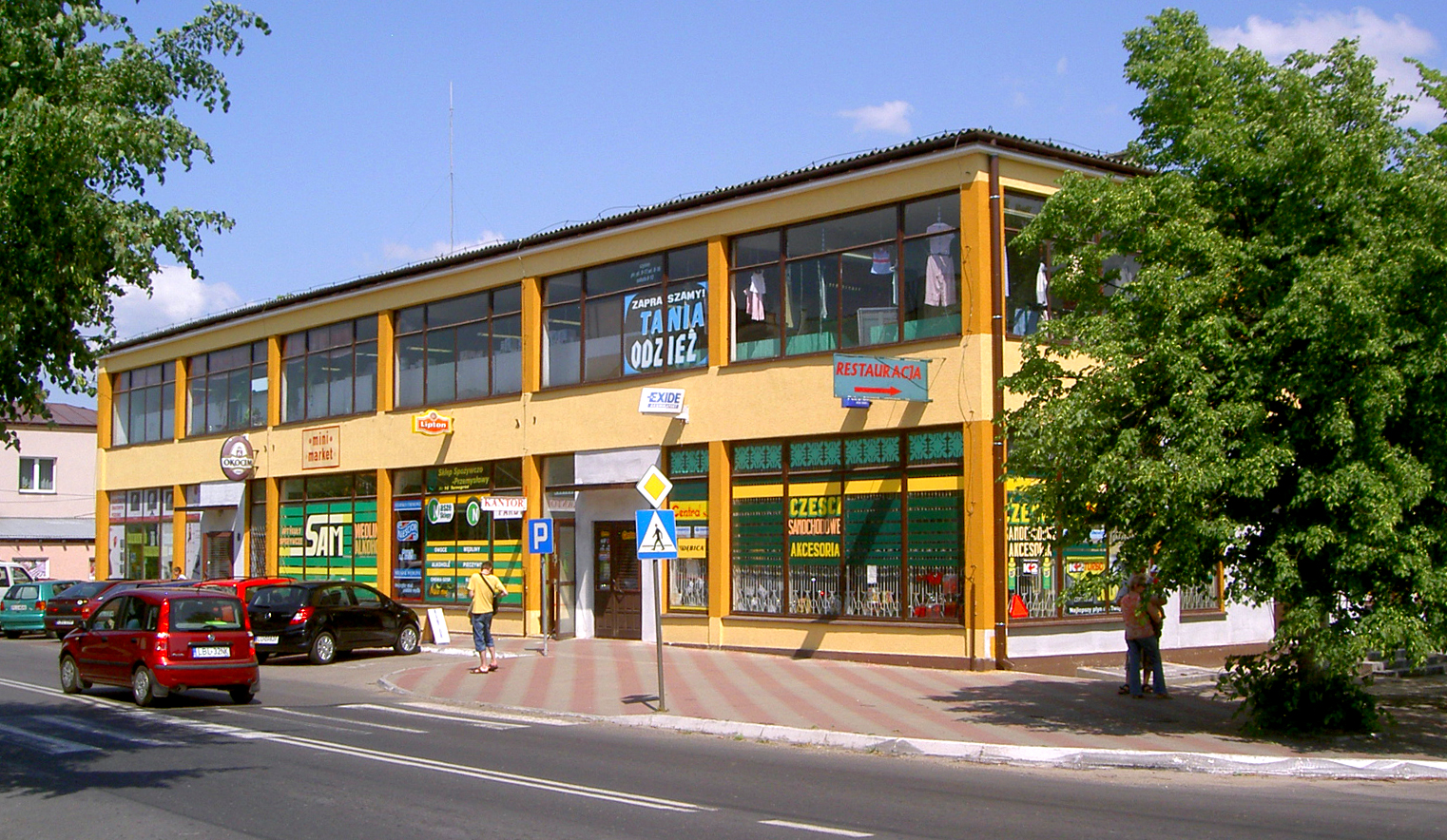
Tarnogrodzki Dom Handowy – nadal jednym z głównych skupisk handlu miasta

Obecnie ważną branżą przemysłową w Tarnogrodzie jest przetwórstwo zbożowe oparte na zbożu sprowadzanym z regionów tomaszowskiego i hrubieszowskiego. Mimo wysokiego udziału gruntów ornych w powierzchni ogólnej oraz ponad dwukrotnego do przeciętnej krajowej nasycenia ciągnikami, zboża produkowane na terenie gminy Tarnogród są gatunkowo niejednorodne ze względu na duże rozdrobnienie gospodarstw.
Tarnogród jest też ośrodkiem uprawy tytoniu, jednak tytoń spotyka się obecnie z trudnościami zbytu, co zniechęca do produkcji. Poprzez nawiązanie współpracy z Zakładem Przetwórstwa Owocowo-Warzywnego w Leżajsku, w Tarnogrodzie otwiera się natomiast rynek zbytu truskawek, krzewów owocowych i warzyw.
Poza przemysłem o charakterze rolniczym, w Tarnogrodzie czynna jest od 1953 roku firma Tarmet (dawny Metalowiec), produkująca kasy stalowe, sejfy, regały metalowe, ogrodzenia, bramy i garaże. Do innych zakładów produkcyjnych należy GS „Samopomoc Chłopska”, PPU Tarbex, mleczarnia i dwie piekarnie. Mało rozwinięty przemysł tarnogrodzki wpływa korzystnie na środowisko – zanieczyszczenie jest minimalne.
Handel skupia się tradycyjnie wokół tarnogrodzkiego rynku. Największy asortyment towarów znajduje się w wybudowanym za Polski Ludowej domu handlowym (potocznie WuDeT od dawnej nazwy Wiejski Dom Towarowy) przy ul. Partyzantów. Drugim większym domem towarowym jest pawilon w zachodniej części Rynku, prowadzący sprzedaż głównie artykułów do produkcji rolnej. W Tarnogrodzie, na placu zwanym powszechnie Targowicą, odbywają się cotygodniowe targi, przyciągające sprzedawców i kupców z odległych o kilkadziesiąt kilometrów terenów. Targi te, odbywające się zawsze we wtorki, są wielowiekową tradycją, zapoczątkowaną w przywileju lokacyjnym miasta.

## Infrastruktura

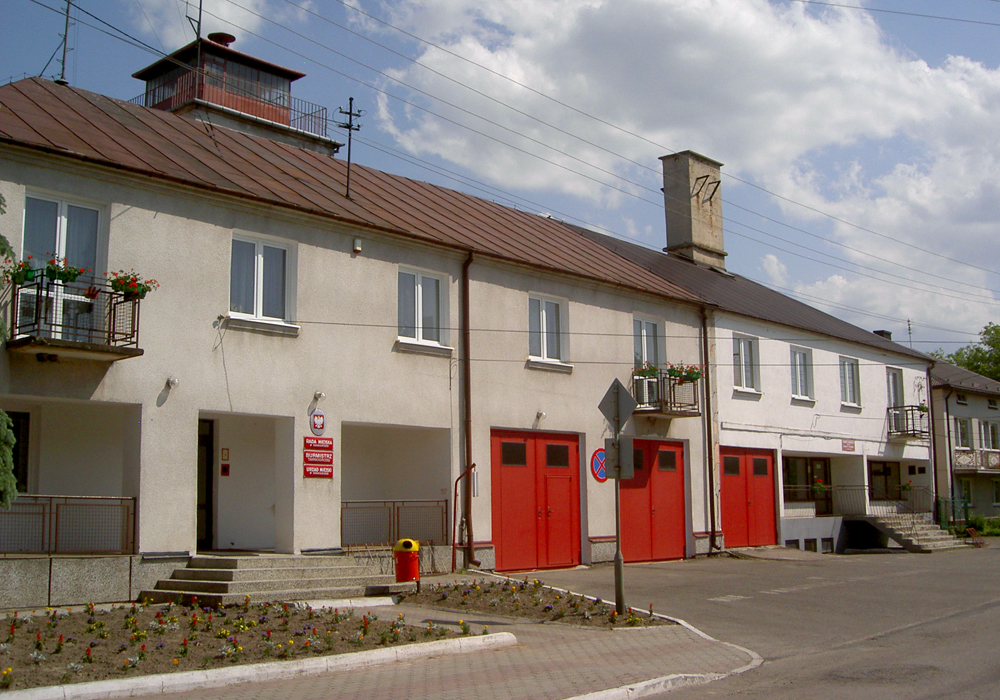
Urząd Miasta i Gminy Tarnogród wraz z remizą strażacką przy ul. Kościuszki

Miasto i gmina Tarnogród posiada stosunkowo dobrą infrastrukturę komunalną. W 1997 roku gmina uzyskała tytuł Gmina jakich mało w dziedzinie Usługi komunalne za organizację pierwszej w Polsce sieci gazowej poza krajowym systemem dystrybucji gazu. Od 15 sierpnia 2008 r. gaz ze złoża Tarnogród – Wola Różaniecka jest dostarczany do krajowego systemu gazowniczego i zużywany przez odbiorców końcowych jako surowiec energetyczny. W 2006 roku gmina Tarnogród otrzymała III miejsce w rankingu gmin województwa lubelskiego w kategorii gminy miejsko-wiejskie, organizowanym przez Związek Gmin Lubelszczyzny.

### Zaopatrzenie
Tarnogród posiada wspomnianą już własną sieć gazową na bazie gazu eksploatowanego od 1993 roku w kopalni w Woli Różanieckiej przez Sanocki Zakład Górnictwa Nafty i Gazu. Do gazociągu podłączonych jest ponad 700 gospodarstw. Cena tarnogrodzkiego gazu jest w wykorzystaniu prywatnym o 25% niższa od ceny krajowej a rolnicy płacą tylko połowę ustalonej stawki. W ciągu roku mieszkańcy gminy Tarnogród wykorzystują ponad 1 460 000 m³ gazu.
W sierpniu 2008 roku kopalnia została włączona do krajowej sieci i cena gazu uległa zmianie.
Po odkryciu złóż ropy naftowej przez pracowników Geofizyki Toruń w powiecie biłgorajskim, istnieje duże prawdopodobieństwo obecności złóż ropy pod Tarnogrodem, jakoby oba surowce energetyczne – gaz i ropa – występują często razem lub blisko siebie.
Do sieci wodociągowej podłączonych jest 1085 gospodarstw wiejskich, a sieć ma w sumie 1358 przyłączy domowych. Miasto Tarnogród dysponuje własną oczyszczalnią ścieków przy ul. Biłgorajskiej. Sieć kanalizacyjna miasta jest dobrze rozbudowana.

### Komunikacja
Z automatycznej łączności telefonicznej korzysta 1035 abonentów. W Tarnogrodzie nie ma komunikacji miejskiej. Głównym punktem komunikacji jest dworzec autobusowy w Rynku z dodatkowymi przystankami przy szkole podstawowej i na Przedmieściu Błoniu, obsługiwanymi przez komunikację podmiejską. Obecnie na tarnogrodzkim rynku zakończyła się budowa ronda, które znacznie usprawnia przejazd przez dotychczas uciążliwą krzyżówkę głównych dróg wojewódzkich.

### Budynki komunalne
Głównymi budynkami administracyjnymi miasta są Urząd Miasta i Gminy z remizą strażacką przy ul. Kościuszki oraz dawny budynek Urzędu Miejskiego (pałacyk) przy ul. św. Jana Pawła II. Gmina dysponuje także dworkiem Zającówka oraz dwoma budynkami mieszkalnymi przy ul. Ogrodowej; budynkami gospodarczymi, technologicznymi i administracyjnymi po byłej rzeźni, masarni i cegielni (wraz z piecem i wiatami); magazyn w Rynku, kiosk blaszak przy ul. Targowej, stadion z pawilonem sportowym i trybuną oraz wiaty dworca autobusowego i przystanków.

### Ochrona zdrowia i inne
Opiekę zdrowia zapewniają: Szpital Rejonowy (założony w 1910 roku) – aktualnie jest to oddział zamiejscowy Szpitala w Biłgoraju i Przychodnia Rejonowa w Tarnogrodzie oraz prywatne gabinety lekarskie i stomatologiczne. W mieście są cztery apteki. Od 1920 roku w Tarnogrodzie działa Ochotnicza straż pożarna. Posterunek policji znajduje się przy ul. św. Jana Pawła II. W Tarnogrodzie znajdował się niegdyś posterunek pomiarowy Instytutu Meteorologii w Krakowie, zlikwidowany został jednak na przełomie lat 80./90. XX w.

## Transport

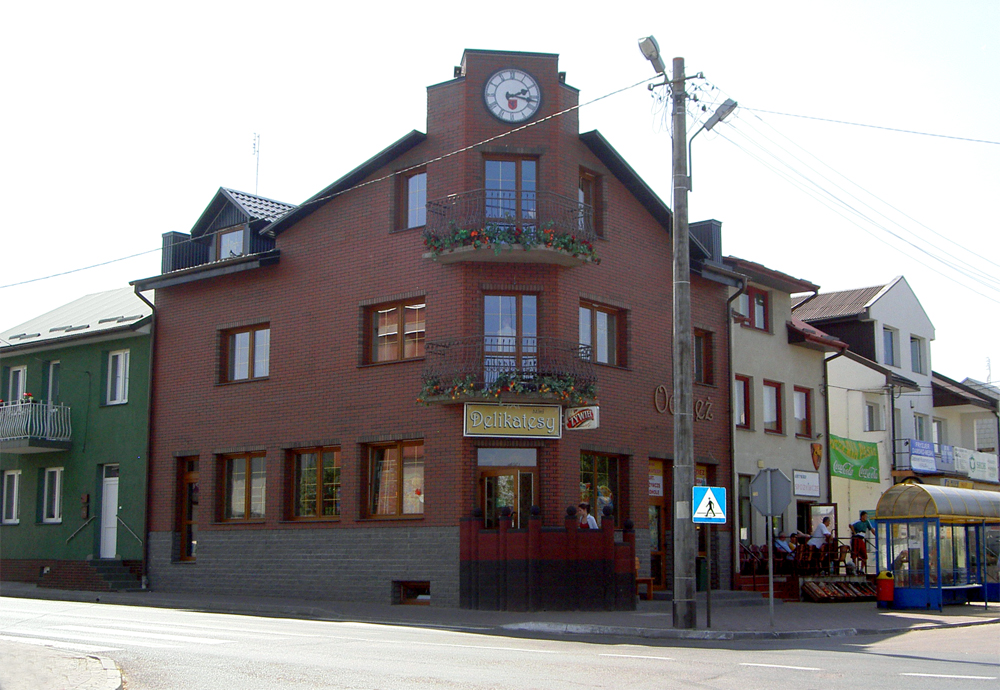
Dworzec autobusowy w centrum miasta

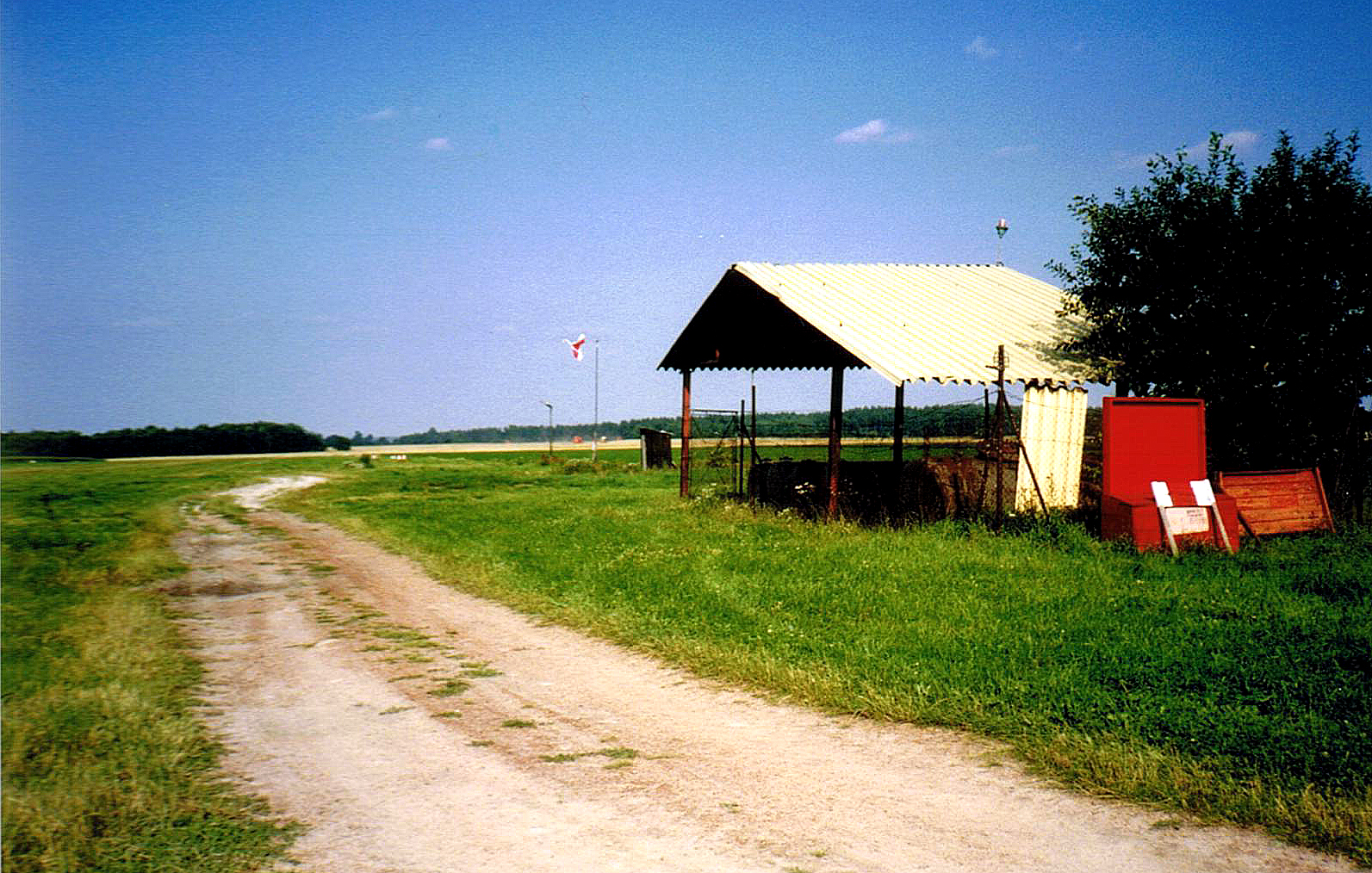
Dawne tarnogrodzkie lotnisko PGR-u

### Transport drogowy
Tarnogród jest węzłem drogowym. W centrum miasta krzyżują się drogi wojewódzkie:
- nr 835: kierunek Lublin – Biłgoraj – Tarnogród – Przeworsk
- nr 863: kierunek Rudnik nad Sanem – Kopki – Tarnogród – Cieszanów

Dodatkowo, z Tarnogrodu odchodzą dwie drogi gminne: do Biszczy i do Korchowa.
Poprzez krótki odcinek drogi polnej można z Tarnogrodu dotrzeć do Jastrzębca (położonego w specyficznym zakolu województwa podkarpackiego tuż obok miasta), a stamtąd dalej do Leżajska (najkrótsza trasa). Lepiej jest jednak jechać przez Luchów Górny i Dolny – lepsza nawierzchnia.
Wybrane odległości: Biłgoraj – 22 km, Leżajsk – 28 km, Jarosław – 43 km, Zamość – 65 km, Rzeszów – 70 km, Przemyśl – 70 km, Tarnobrzeg – 85 km, Lublin – 110 km, Kraków – 225 km, Warszawa – 265 km.

#### Komunikacja autobusowa
Dzięki węzłowi drogowemu Tarnogród ma dogodne połączenia autobusowe, zarówno lokalne jak dalekobieżne.

### Kolej
W Tarnogrodzie nie ma kolei. Najbliższe stacje kolejowe to Biłgoraj, Tryńcza i Leżajsk.
W latach 1940–1941 przez Tarnogród przebiegała wąskotorowa linia kolejowa relacji Rozwadów – Krzeszów – Tarnogród – Zamch – Cieszanów. Została wybudowana przez Niemców w celu dowożenia materiałów budowlanych do magazynów w pobliżu linii demarkacyjnej (pakt Ribbentrop-Mołotow). Do dzisiaj zachował się szczątkowy nasyp wraz z betonowymi płytami wykorzystywanymi obecnie jako droga polna.

### Transport lotniczy
Na wschód od miasta, przy ulicy Lubaczowskiej, znajduje się małe lotnisko rolnicze (kod IATA: DGX), które służyło w latach 1985–1997. Z Tarnogrodu do międzynarodowego portu lotniczego w Rzeszowie-Jasionce jest około 70 km.

## Kultura

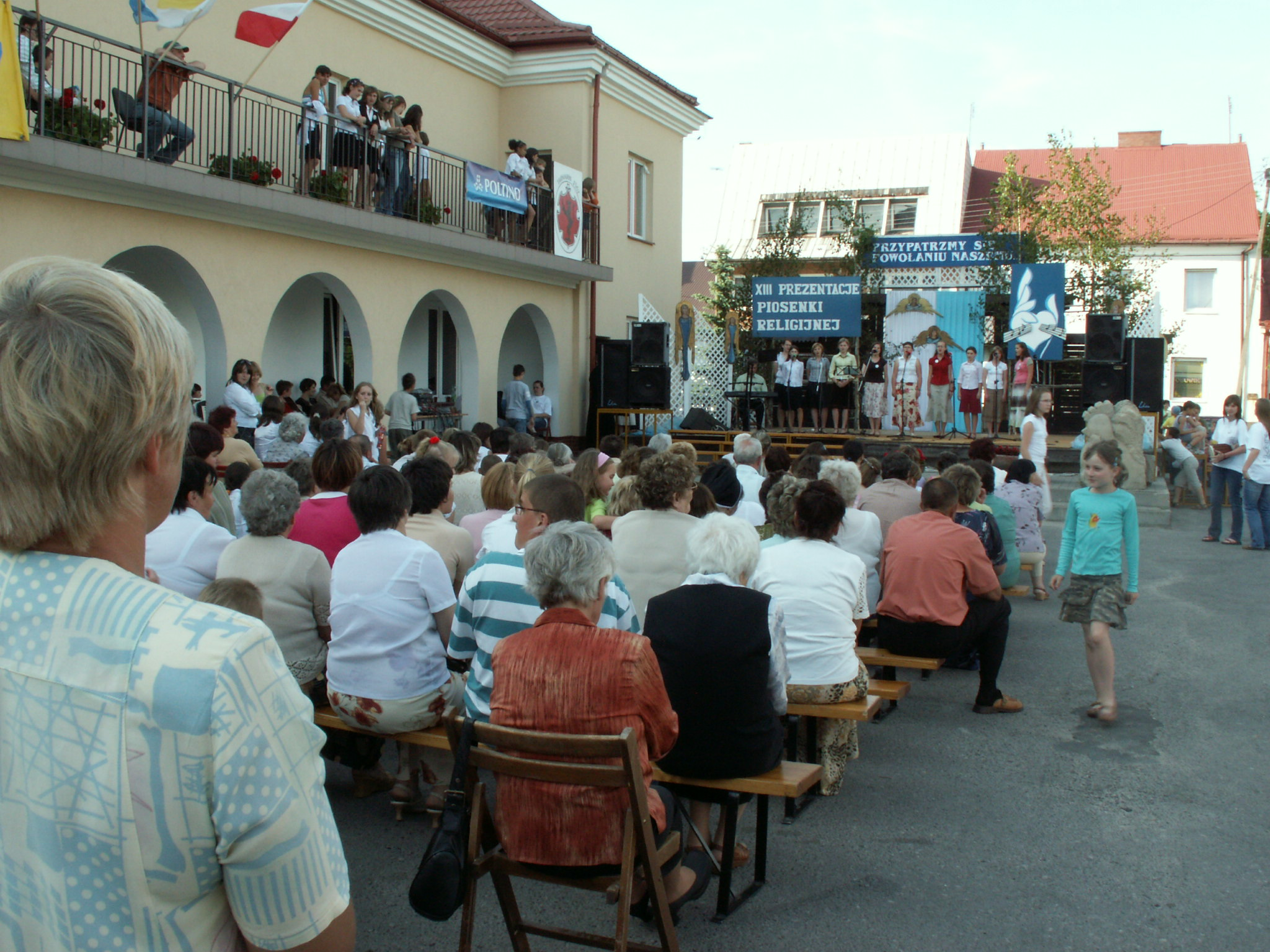
Prezentacje Piosenki Religijnej w 2007 roku przed Domem Kultury

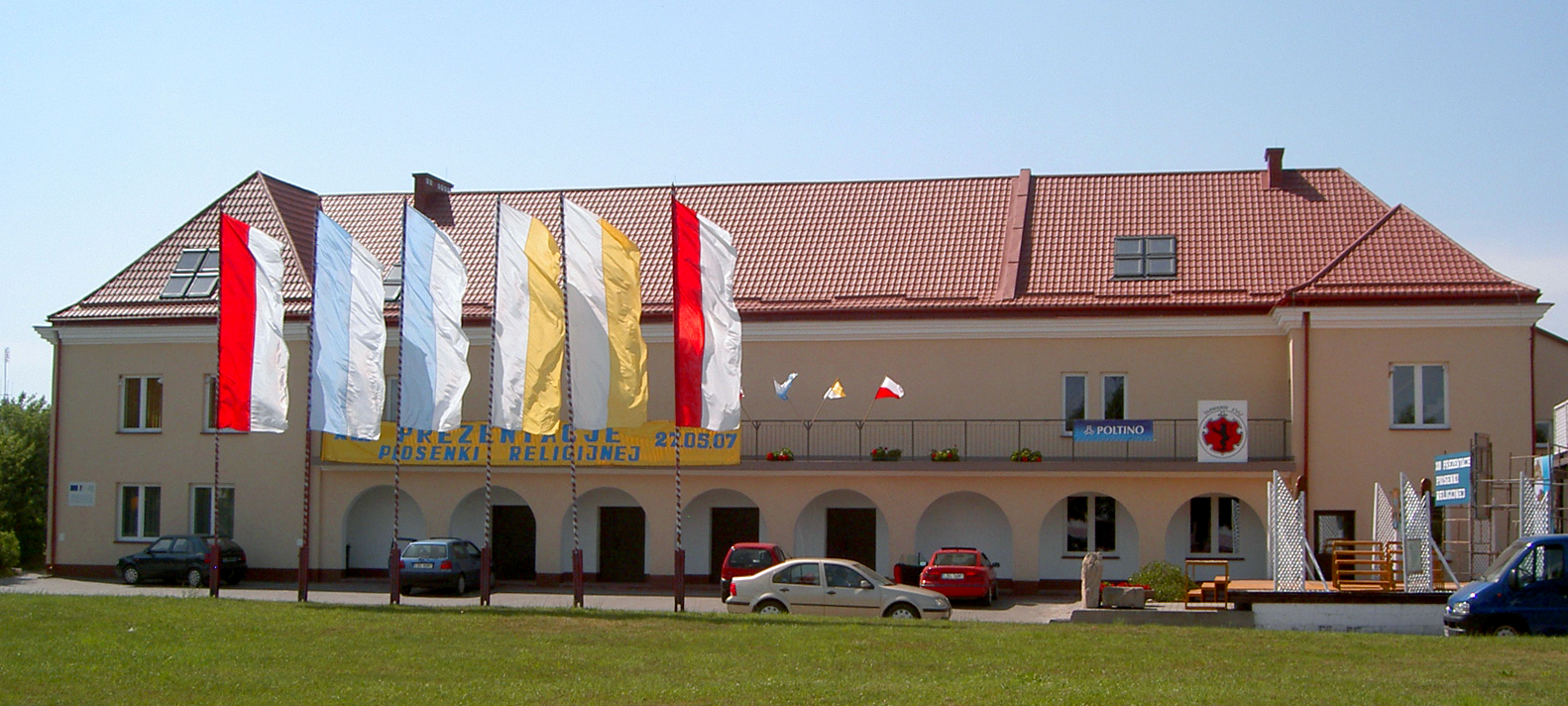
Dom Kultury w Tarnogrodzie w 2007 roku

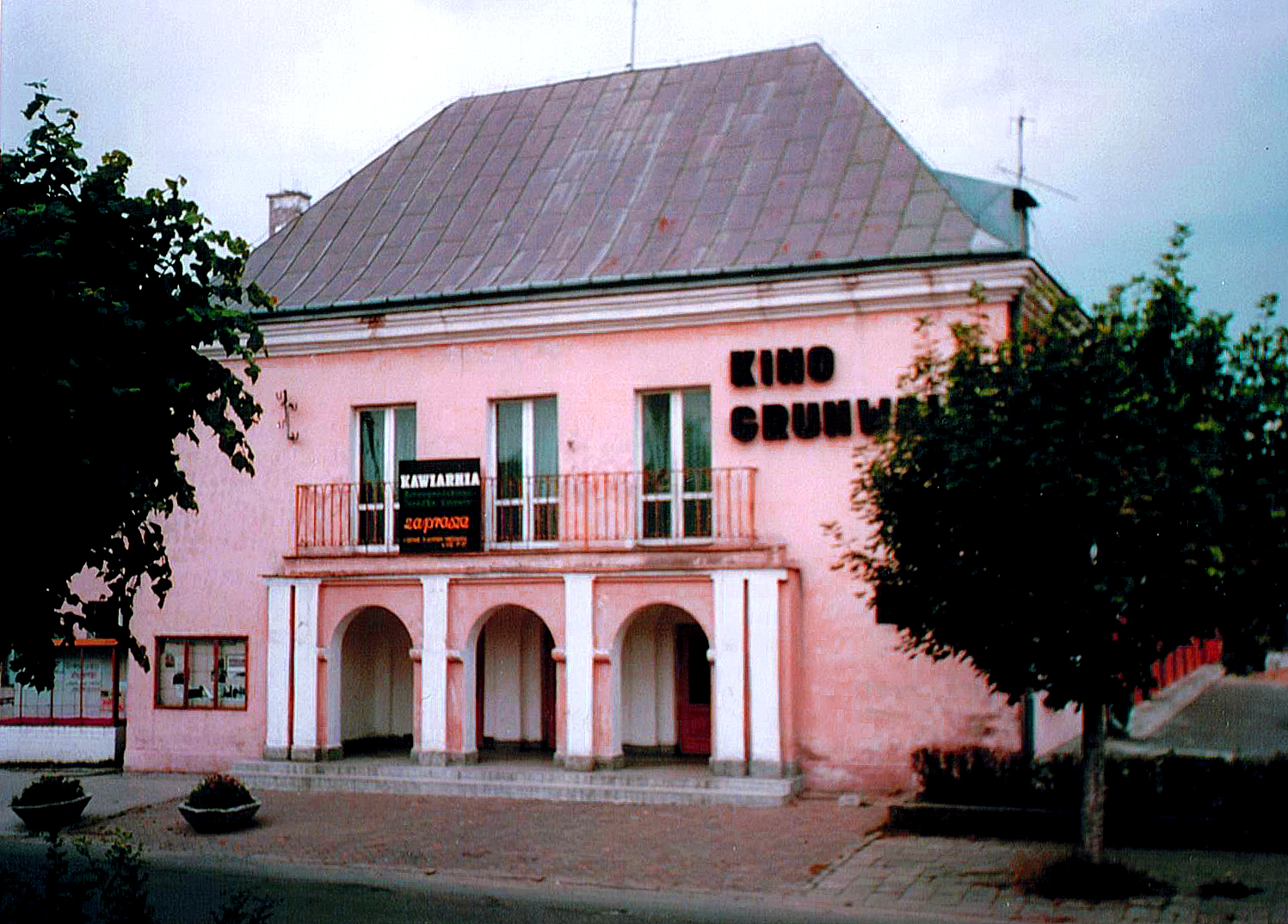
Zdjęcie południowej ściany Domu Kultury z 1993 roku (w tamtych latach istniało tam kino Grunwald)

### Ośrodek Kultury
Działalnością kulturalną zajmuje się Tarnogrodzki Ośrodek Kultury (TOK), prowadzący lub goszczący zespoły teatralne, śpiewacze, taneczne, muzyczne, klub seniora itp. W Tarnogrodzie działa od lat Tarnogrodzka Kapela Ludowa oraz Strażacka Orkiestra Dęta. Ośrodek posiada dwie sceny – główną w dawnej sali kinowej (na parterze) oraz drugą odkrytą – przed wschodnią fasadą budynku.
Co roku, latem, w Tarnogrodzie organizowane są Dni Miasta zwane Dniami Dziedzictwa oraz festiwal muzyczny pod nazwą Prezentacje Piosenki Religijnej.

#### Historia
Tarnogrodzki Ośrodek Kultury, początkowo pod nazwą Tarnogrodzki Dom Kultury (TDK), powstał w 1956 roku. Głównym atutem instytucji było Kino Grunwald z salą na 250 miejsc, które przetrwało do końca lat 80. (dziś lokal ten – wyposażony w duża scenę – wykorzystywany jest do innych imprez kulturalno-rozrywkowych). Działała również Biblioteka Gromadzka (na początku lat 90. przeniesiona do wyremontowanej synagogi, a przejściowo z filią w pobliskiej kamienicy w rynku). Pierwotnie w Domu Kultury znajdował się także: na pierwszym piętrze – Klub Rolnika (później dyskoteka) oraz na drugim piętrze (na poddaszu) – kawiarnia i sklepik.
Początkowo, kierownictwo Domu Kultury współpracowało m.in. z Teatrem im. Osterwy w Lublinie, który kilka razy do roku dawał widowiska teatralne. Urządzano także odczyty prelegentów zamiejscowych (z różnych dziedzin), spotkania mieszkańców z literatami (m.in. Władysławem Broniewskim) oraz studentami z krajów egzotycznych.

#### Budynek
Oryginalny wygląd budynku z charakterystycznymi podcieniami i balkonami został przez lata zeszpecony brakiem remontów oraz przez zezwolenie na utworzenie sklepów w podcieniach wschodniej fasady. Pozatykanie podcieni oraz przykrycie głównego balkonu wielkimi literami tworzącymi wyraz Dom Kultury znacznie zatarły architekturę budynku. Dopiero na początku XXI wieku przeprowadzono gruntowny remont ośrodka, burząc równocześnie sklepy w podcieniach i tylne pomieszczenia, oraz usuwając litery z balkonu, szyld Kina Grunwald i inne reklamy (nawet reklamę Sejmików Wiejskich). Teraz główne fasady Domu Kultury (południowa i wschodnia) znów mają swój pierwotny reprezentatywny wygląd.

### Folklor

#### Sejmiki Teatrów Wsi Polskiej
W lutym odbywa się w Tarnogrodzie Międzywojewódzki Sejmik Wiejskich Zespołów Teatralnych, jeden z pięciu – obok sejmików w Bukówcu Górnym, Stoczku Łukowskim, Bukowinie Tatrzańskiej i Pile (Polska podzielona jest na 5 regionów sejmikowych).
Natomiast jesienią (w październiku/listopadzie) odbywa się w Tarnogrodzie wielki finał, czyli Ogólnopolski Sejmik Teatrów Wsi Polskiej, stanowiący promocję najwartościowszych osiągnięć z całego roku. Dzięki tym sejmikom, odbywającym się systematycznie od 1975 roku (początkowo jako Sejmiki Teatralne, obecna nazwa od 1984), Tarnogród zyskał renomę Stolicy Teatrów Wsi Polskiej.
| Działalność                          | Założ. |
| ------------------------------------ | ------ |
| Orkiestra Dęta                       | 1956   |
| Kapela Ludowa                        | 1976   |
| Klub Seniora                         | 1976   |
| Różaniec – Zespół Śpiewaczy          | 1979   |
| Gryf – Zespół Tańca Ludowego         | 1983   |
| Granda – Dziecięcy Zespół Taneczny   | 1989   |
| Koliber – Zespół Tańca Towarzyskiego | 1990   |
| Buba-Z – Zespół Muzyczny             | 1991   |
| Kinder Garten – Zespół Muzyczny      | 1994   |
| Mały Gryf – Zespół Tańca Ludowego    | 1999   |

#### Strój ludowy
Z okolic Tarnogrodu i Biłgoraja wywodzi się specyficzny ludowy strój biłgorajsko-tarnogrodzki; szczególnie strój żeński jest nietypowy ponieważ przeważa w nim biel (większość polskich strojów ludowych jest barwna). Strój uważany jest za jeden z najbardziej zbliżonych do dawnych strojów słowiańskich. Używany był do przełomu XIX i XX w.

#### Sztuka ludowa
Tarnogród słynął zawsze z rzemiosła w zakresie sztuki ludowej. Najpopularniejsze były wyroby plecionkarskie (głównie z wikliny, słomy żytniej, rogożyny, pałki wodnej oraz korzeni sosny, świerku i jałowca) i chałupnickie (artystyczne wyroby ze słomy). Spośród wyrobów chałupniczych najbardziej rozpowszechnione były torebki, koszyczki, abażury, ozdoby choinkowe, wieńce dożynkowe, niektóre meble, a w szczególności tzw. koziołki tarnogrodzkie.
W latach 60. w Tarnogrodzie powstały nawet: Spółdzielnia Pracy Wyrobów Czapniczo-Modniarskich, Spółdzielnia Pracy Wyrobów Słomkowych oraz Spółdzielnia Haftu „Moda” w Lublinie. Działał też Zespół Słomkowy Tarnogród, zatrudniający około 40 chałupników z Tarnogrodu, Luchowa Górnego i Luchowa Dolnego.

#### Kulinaria
Specyfiką miasta jest piróg tarnogrodzki, potrawa przypominająca pasztet, wypiekana z kaszy gryczanej i ziemniaków. Piróg (nie pieróg!) jest daniem dobrze znanym w regionie, zarejestrowanym jako produkt regionalny. Innymi typowymi potrawami ziemi tarnogrodzkiej są: krupiak, cebularz i kulasza (na bazie ziemniaków i skwarek).

## Prasa
Lokalnym czasopismem miasta jest Kwartalnik Tarnogrodzki, wydawany od 1999 r. przez Tarnogrodzkie Towarzystwo Regionalne (TTR), utworzone w 1995 roku. Innym popularnym czasopismem jest Tygodnik Zamojski, który jednak w mniejszej mierze pokrywa rejon tarnogrodzki.

## Sport

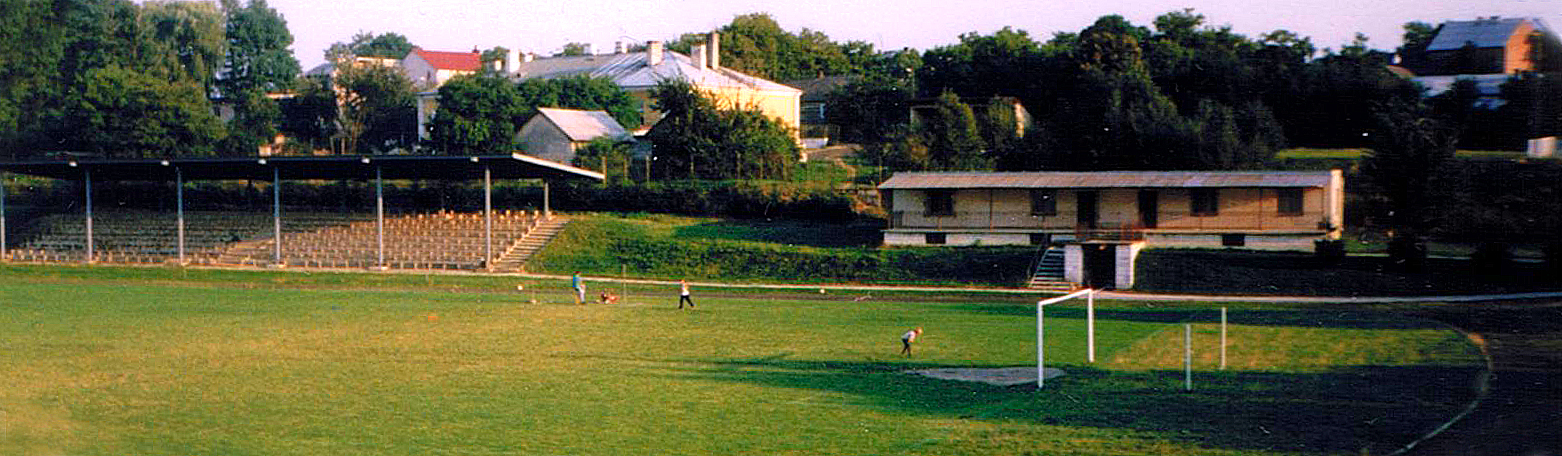
Stadion w Tarnogrodzie

W Tarnogrodzie funkcjonuje Ludowy Klub Sportowy Olimpiakos Tarnogród – amatorski klub piłkarski, założony w 1966 roku jako LZS Start Tarnogród. Oficjalnymi barwami zespołu są zieleń i czerwień, lecz zawodnicy grają obecnie w biało-niebieskich lub biało-czerwonych strojach. Największym sukcesem zespołu jest uczestnictwo w rozgrywkach piłki nożnej w klasie międzywojewódzkiej chełmsko-zamojskiej. Niegdyś klub posiadał również sekcję tenisa stołowego oraz gry w szachy. Obecnie drużyna seniorów gra w grupie zamojskiej klasy okręgowej. Olimpiakos rozgrywa mecze na stadionie znajdującym się w Tarnogrodzie w dzielnicy Targowica, o pojemności 1500 widzów.
Poza stadionem (98 × 62,5 m), każda dzielnica Tarnogrodu dysponuje boiskami do gry w piłkę nożną i siatkową. W Tarnogrodzie znajduje się także hala sportowa przy kompleksie szkolnym.
Z Tarnogrodu pochodzą znani sportowcy Justyna Bąk, Dorota Gruca, Ryszard Dołomisiewicz i Dariusz Pender.

## Osoby związane z Tarnogrodem
- Justyna Bąk – ur. 1974, polska biegaczka, rekordzistka świata w biegu na 3000 m z przeszkodami
- Leszek Ćwikła – ur. 1971, polski prawnik i historyk
- Józef Dechnik (1910–1983), w latach 70. XX w. członek KC PZPR
- Ryszard Dołomisiewicz – ur. 1966 w Tarnogrodzie, polski żużlowiec
- Józef Krzysztof Giza (1957–1981) – ur. w Tarnogrodzie, pracownik Kopalni Węgla Kamiennego „Wujek”, ofiara pacyfikacji w grudniu 1981
- Dariusz Golec – ur. 1970 w Tarnogrodzie, polski menedżer branży telekomunikacyjnej
- Małgorzata Gromadzka – ur. 1985 w Tarnogrodzie, – polska polityk i działaczka społeczna, posłanka na Sejm X kadencji
- Dorota Gruca – ur. 1970 w Tarnogrodzie, polska biegaczka, rekordzistka kraju w biegu na 10 000 metrów
- Chaim Halberstam (1793–1876) – ur. w Tarnogrodzie, cadyk, założyciel chasydzkiej dynastii Sanz
- Kazimierz Kraczkiewicz – (1894–1940) ur. w Tarnogrodzie, major lotnictwa Wojska Polskiego, ofiara zbrodni katyńskiej
- Leszek Kraczkiewicz – ur. 1966 w Tarnogrodzie, były piłkarz
- Piotr Kupczak – ur. 1975 w Tarnogrodzie, poeta
- Angelika Mach – ur. 1991 w Tarnogrodzie, biegaczka długodystansowa, brązowa medalistka mistrzostw Europy
- Stanisław Franciszek Michalski (1881–1961) – ur. w Tarnogrodzie, znany indolog
- Michał Mulawa – ur. 1980 w Tarnogrodzie, samorządowiec, wicemarszałek województwa lubelskiego (od 2019)
- Dariusz Pender – ur. 1974 w Tarnogrodzie, szermierz, mistrz paraolimpijski
- Jakob Abramowicz Rathauser(inne języki) (1880–1938) – ur. w Tarnogrodzie, radziecki historyk, profesor
- Dawid Rosenthal (1808–1889) – ur. w Tarnogrodzie, lekarz
- Mateusz Siemaszko (1881–1961) – ur. w Babicach pod Tarnogrodem, polski biskup, 1922–1924 kapłan tarnogrodzki
- Leoncjusz Stasiewicz (1884–1972) – ur. w Tarnogrodzie, święty prawosławny
- Edward Syty – ur. 1960 w Tarnogrodzie, malarz
- Aleksander Waszkowski (1841–1865) – ur. w Tarnogrodzie, ostatni naczelnik Warszawy w powstaniu styczniowym
- Stanisław Żmijan – ur. 1956 w Tarnogrodzie, polityk Platformy Obywatelskiej, poseł na Sejm RP IV, V i VI kadencji